# Morón de la Frontera
Morón de la Frontera es una ciudad y un municipio español de la provincia de Sevilla, en la comunidad autónoma de Andalucía. Situada en el sur de la provincia, es el centro de la comarca de la sierra sur y la cabeza del partido judicial homónimo.
En el año 2022 contaba con 27 357 habitantes. Su término municipal tiene una superficie de 431,94 km², una densidad de 64,66 hab/km², se encuentra situado a una altitud media de 297 m y a 58 kilómetros de la capital provincial, Sevilla. Morón de la Frontera es el undécimo municipio de la provincia por su población y el séptimo más grande. Limita por el norte con el municipio de Marchena y con el de Arahal, por el este con La Puebla de Cazalla, por el oeste con parte de Arahal y por el sur con los de Montellano, Coripe y Pruna además de con la provincia de Cádiz.
Los orígenes de la ciudad se remontan a la prehistoria, con el desarrollo de los primeros asentamientos humanos en torno al monte donde hoy se sitúa un castillo del siglo XIII. Por este motivo y por su accidentada orografía, el casco histórico está compuesto por calles angostas, sinuosas y empinadas, mientras que los nuevos barrios buscan la llanura propia de la campiña hacia el oeste y noroeste de la ciudad. Parte del patrimonio arquitectónico de Morón de la Frontera está declarado bien de interés cultural, con la categoría de conjunto histórico-artístico.
La actividad económica de Morón se fundamenta en los sectores de la construcción, el aceite de oliva, los cereales y las conservas vegetales. En la evolución de su población activa destaca la incorporación de mujeres al mercado laboral, desde una tasa de actividad del 19,56 % en 1981 hasta un 41,42 % en 2001. Gran parte de esta población activa femenina se emplea en el comercio, especialmente en el sector de alimentación y artículos de uso doméstico.
Entre las fiestas más populares del municipio están la feria de Morón, que se celebra la tercera semana de septiembre, la Semana Santa, el festival flamenco Gazpacho Andaluz, que se lleva celebrando desde 1963, y la romería de la Virgen de Gracia, que se lleva a cabo en el mes de octubre y marca el final del verano.

## Toponimia
El origen etimológico del topónimo de Morón se remonta a la Antigüedad Tardía, cuando los hispanorromanos la denominaron Maurorum, que significaba «de los moros», por considerar que sus pobladores procedían del norte de África. Durante la era andalusí la forma latina evolucionó a Maurúr —«مَوْرُوّر»—, luego castellanizado como Morón. Esta es la teoría comúnmente aceptada, frente a quienes defendieron que el topónimo Morón —al igual que otros como Moreda (Asturias) o Moral (Salamanca)— procedería de un supuesto vocablo prerrománico morr que significara «montículo rocoso» o «peñasco», justificándolo en la presencia de rocaje en sus alrededores.
La locución «de la Frontera» alude a la frontera granadina, puesto que desde la conquista cristiana de Morón en el año 1240 por Fernando III hasta la caída del reino nazarí de Granada a finales del siglo XV la ciudad fue un emplazamiento fronterizo.
Existen otras ciudades con el mismo nombre en Soria (España), en Aquitania (Francia), en Buenos Aires (Argentina), en Cuba, en Venezuela, en Perú y en Mongolia.

## Símbolos
Bandera

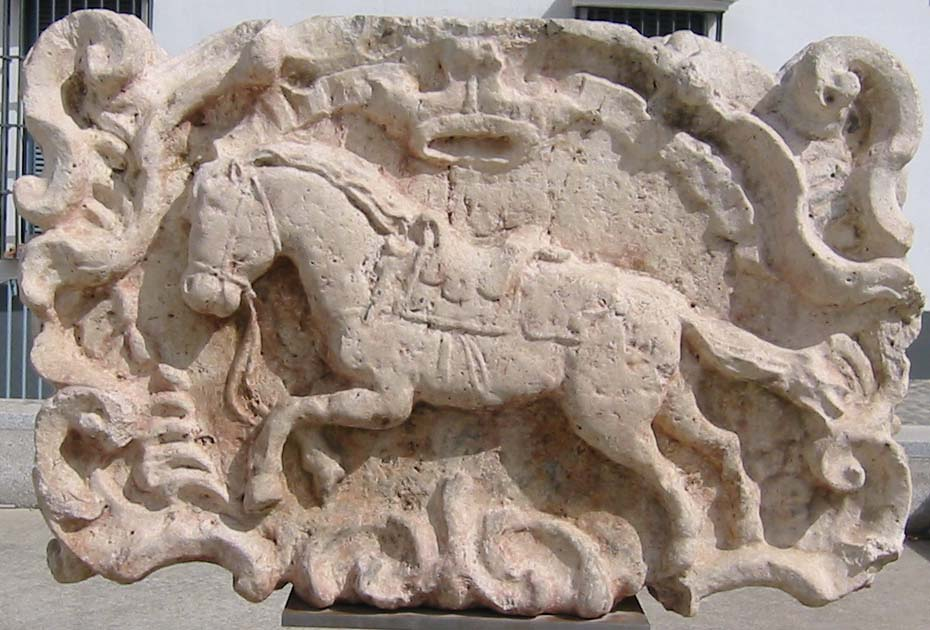
Escudo de Morón

Escudo de la provincia de Sevilla, donde se puede apreciar una representación del escudo de Morón de la Frontera en versión simplificada (tercero por la izquierda del collar)

La bandera de Morón de la Frontera es rectangular, de color azul, y contiene el escudo municipal en el centro. Se desconoce el porqué del color azul de su fondo así como la fecha en que se hizo oficial como bandera del municipio.
Escudo
El escudo consiste en un caballo blanco rampante, enjaezado y con las riendas partidas y sueltas, sobre campo rojo. El escudo va sobre cartela de oro y está coronado por una diadema real. El caballo figura en sellos de Morón de la Frontera desde el siglo XV. Aunque hay varias leyendas acerca del origen del animal, el sustantivo morón hace referencia a un tipo de caballo berberisco del norte de África. Localidades próximas como Los Corrales, Coripe y Utrera también llevan un caballo en sus escudos. El escudo se completa con la corona de Enrique II.
El diseño actual es de los años 1970 y corresponde al pintor Joaquín Pascual Alemán. Las riendas sueltas del caballo representan el ansia de libertad del pueblo moronense. La figura equina está basada en los caballos germánicos presentes en la pintura barroca de Diego Velázquez.
Representación en el escudo provincial de Sevilla
En el escudo provincial de Sevilla se usa una versión simplificada del escudo tradicional de Morón de la Frontera. Cuando se creó el escudo provincial, en torno al año 1927, se incluyeron las armas de los municipios que eran cabeza de partido judicial. La normativa oficial de la Diputación de Sevilla describe esta simplificación de la siguiente manera:

Se reproduce, sólo parcialmente, el escudo municipal de Morón de la Frontera. Sobre campo rojo, un caballo blanco, galopante, con silla y estribos y bridas rotas (en su color, se ha adoptado el marrón). Los colores son: Plata (blanco) y Rojo.
Otros colores: los emprelados para las sillas, estribos y bridas del caballo no son colores determinados, se interpretan estas figuras representadas "al natural", es decir: en su color.

## Geografía
Morón de la Frontera se encuentra en la provincia de Sevilla, 53 kilómetros al sureste de la capital, en la comarca de la Campiña de Morón y Marchena o Sierra Sur de Sevilla. Constituye cabeza comarcal, y bajo su administración se encuentran las pedanías de Aldea Guadaira, Las Caleras de la Sierra, La Lagartija, La Ramira y otros poblados que deben su origen al Instituto Nacional de Colonización. Es cabeza del Partido Judicial número siete de Sevilla, al que pertenecen Coripe, Montellano, Pruna y La Puebla de Cazalla. Antiguamente también pertenecían al partido judicial de Morón de la Frontera los municipios de Algámitas y El Coronil.
La ciudad se encuentra a una altitud de 297 metros sobre el nivel del mar y tiene una extensión superficial de 320 hectáreas. El término municipal abarca en su totalidad 431,94 km², limitado al norte por Marchena y Arahal; al este por La Puebla de Cazalla; al sur por Coripe, Montellano, Pruna, Olvera y Puerto Serrano, los dos últimos ya en la provincia de Cádiz; y al oeste por parte del término municipal de Arahal.
| Noroeste: Arahal | Norte: Arahal                            | Noreste: Marchena          |
| Oeste: Arahal    |                                          | Este: La Puebla de Cazalla |
| Suroeste: Coripe | Sur: Puerto Serrano, Montellano y Olvera | Sureste: Pruna             |

### Hidrografía
Dos ríos atraviesan el término municipal. El río Guadaíra lo hace de sur a oeste, pasando por algunos de sus núcleos como la Aldea Guadaíra o La Ramira. El río de la Peña, de curso intermitente, recorre la campiña moronera de sur a norte. Además, la localidad está limitada al norte por dos arroyos, denominados del Sillero y del Cuerno.

### Clima
El clima de Morón de la Frontera, al igual que el del resto de su provincia, es mediterráneo del tipo subtropical, también clasificado como subhúmedo mesotérmico. De acuerdo con la clasificación climática de Koppen, se trata de un clima mediterráneo (Csa). Las precipitaciones están repartidas de forma bastante irregular a lo largo del año, si bien hay un mínimo acusado en verano y un máximo en otoño e invierno. De acuerdo a los datos de la estación meteorológica de Morón de la Frontera en base al periodo climatológico estándar 1981-2010, la precipitación anual sería de 513,9 mm y la humedad relativa a lo largo de un año del 61 %. Al año hay 69,1 días de precipitación apreciable y 52,5 días con precipitación superior a 1 mm. Las heladas no son frecuentes en la localidad —solo 9,6 de media concentradas en invierno—.
Las temperaturas son bastante extremas, con diferencias importantes entre el día y la noche, y con una media anual de 18,3 °C. Los inviernos son frescos y los veranos, por lo general, calurosos y secos, con una media máximas en torno a los 35 °C, pero mínimas moderadas, llegando casi a los 18 °C en julio. Los vientos predominantes durante los meses de enero y febrero son de dirección noreste. Durante el resto del año destacan los vientos del suroeste, especialmente entre los meses de mayo y agosto.
| Parámetros climáticos promedio de observatorio de la Base Aérea de Morón (municipio de Arahal) (87 m s. n. m.) (periodo de referencia: 1991-2020, extremos: 1951-actualidad) | Parámetros climáticos promedio de observatorio de la Base Aérea de Morón (municipio de Arahal) (87 m s. n. m.) (periodo de referencia: 1991-2020, extremos: 1951-actualidad) | Parámetros climáticos promedio de observatorio de la Base Aérea de Morón (municipio de Arahal) (87 m s. n. m.) (periodo de referencia: 1991-2020, extremos: 1951-actualidad) | Parámetros climáticos promedio de observatorio de la Base Aérea de Morón (municipio de Arahal) (87 m s. n. m.) (periodo de referencia: 1991-2020, extremos: 1951-actualidad) | Parámetros climáticos promedio de observatorio de la Base Aérea de Morón (municipio de Arahal) (87 m s. n. m.) (periodo de referencia: 1991-2020, extremos: 1951-actualidad) | Parámetros climáticos promedio de observatorio de la Base Aérea de Morón (municipio de Arahal) (87 m s. n. m.) (periodo de referencia: 1991-2020, extremos: 1951-actualidad) | Parámetros climáticos promedio de observatorio de la Base Aérea de Morón (municipio de Arahal) (87 m s. n. m.) (periodo de referencia: 1991-2020, extremos: 1951-actualidad) | Parámetros climáticos promedio de observatorio de la Base Aérea de Morón (municipio de Arahal) (87 m s. n. m.) (periodo de referencia: 1991-2020, extremos: 1951-actualidad) | Parámetros climáticos promedio de observatorio de la Base Aérea de Morón (municipio de Arahal) (87 m s. n. m.) (periodo de referencia: 1991-2020, extremos: 1951-actualidad) | Parámetros climáticos promedio de observatorio de la Base Aérea de Morón (municipio de Arahal) (87 m s. n. m.) (periodo de referencia: 1991-2020, extremos: 1951-actualidad) | Parámetros climáticos promedio de observatorio de la Base Aérea de Morón (municipio de Arahal) (87 m s. n. m.) (periodo de referencia: 1991-2020, extremos: 1951-actualidad) | Parámetros climáticos promedio de observatorio de la Base Aérea de Morón (municipio de Arahal) (87 m s. n. m.) (periodo de referencia: 1991-2020, extremos: 1951-actualidad) | Parámetros climáticos promedio de observatorio de la Base Aérea de Morón (municipio de Arahal) (87 m s. n. m.) (periodo de referencia: 1991-2020, extremos: 1951-actualidad) | Parámetros climáticos promedio de observatorio de la Base Aérea de Morón (municipio de Arahal) (87 m s. n. m.) (periodo de referencia: 1991-2020, extremos: 1951-actualidad) |
| Mes | Ene. | Feb. | Mar. | Abr. | May. | Jun. | Jul. | Ago. | Sep. | Oct. | Nov. | Dic. | Anual |
| --- | --- | --- | --- | --- | --- | --- | --- | --- | --- | --- | --- | --- | --- |
| Temp. máx. abs. (°C) | 27.6 | 28.6 | 30.8 | 37.4 | 39.7 | 44.8 | 46.6 | 46.0 | 44.4 | 36.7 | 30.0 | 25.6 | 46.6 |
| Temp. máx. media (°C) | 15.9 | 17.5 | 20.6 | 22.8 | 27.0 | 31.7 | 35.4 | 35.4 | 30.8 | 25.8 | 19.8 | 16.7 | 24.9 |
| Temp. media (°C) | 10.2 | 11.3 | 14.1 | 16.2 | 19.8 | 23.9 | 27.1 | 27.5 | 23.9 | 19.7 | 14.3 | 11.5 | 18.3 |
| Temp. mín. media (°C) | 4.5 | 5.1 | 7.4 | 9.6 | 12.6 | 16.1 | 18.7 | 19.5 | 16.9 | 13.5 | 8.7 | 6.2 | 11.6 |
| Temp. mín. abs. (°C) | -8.0 | -7.8 | -4.2 | -0.4 | 1.6 | 6.0 | 3.0 | 9.0 | 5.4 | 1.2 | -2.4 | -7.0 | -8.0 |
| Precipitación total (mm) | 59.7 | 47.9 | 53.5 | 59.6 | 37.5 | 7.3 | 0.7 | 1.1 | 29.7 | 69.7 | 71.4 | 75.8 | 514.0 |
| Días de precipitaciones (≥ 1 mm) | 6.4 | 5.5 | 6.1 | 6.6 | 4.3 | 0.9 | 0.3 | 0.3 | 2.6 | 6.3 | 6.4 | 7.0 | 52.6 |
| Horas de sol | 183 | 195 | 217 | 246 | 301 | 339 | 369 | 344 | 249 | 226 | 189 | 174 | 3032 |
| Humedad relativa (%) | 74 | 70 | 64 | 61 | 55 | 49 | 44 | 47 | 55 | 63 | 71 | 76 | 60 |
| Fuente: Agencia Estatal de Meteorología | | | | | | | | | | | | | |

### Flora y fauna
En la vegetación de la zona predominan olivos de cultivo hacia la zona de campiña, en bastante menor medida, encinas y almendros. En la zona de sierra hay especies autóctonas como romero, lentiscos, tomillos, acebuches o madroños, grandes extensiones de lentiscos, encinares, quejigos que dotan a la zona de un porte verdoso durante todo el año. En los espacios naturales de Morón se pueden contemplar una gran variedad de fauna, rica en especies como en número de ejemplares. Jabalí, cabra montes, ciervos, tejón, gineta, comadreja, meloncillo, como conejos, liebres y aves.

## Historia

### Prehistoria
Se han encontrado en el municipio dólmenes de la era paleolítica, conocidos como El Acebuche, el dolmen de la Párraga, El Hoyo del Gigante y Cardachapines. Sin embargo, los vestigios más antiguos de poblamiento humano de la zona datan del Calcolítico. Del período prehistórico han aparecido múltiples objetos, como muestras de cerámica, platos, cazuelas, ollas lobulares, piezas de decoración, herramientas de sílex, puntas de flecha o restos de tallas. Destacan los poblados prehistóricos de Santisteban, Peñiagua Alta, La California, Cerro Valencia y Casa del Muerto, aunque también se han hallado vestigios en los terrenos de varios cortijos.

### Edad Antigua
Durante el período comprendido entre el fin de la prehistoria y la romanización de la península ibérica pasaron por Morón varios pueblos prerromanos, que fundaron las primeras entidades de población civilizada. Así, se tiene constancia de la presencia de celtas, íberos, tartesios y fenicios gracias a los sarcófagos y restos arquitectónicos del poblado que hubo en el cerro del castillo de Morón y en otros lugares del término. La presencia fenicia se explica por su búsqueda de plata, y se sitúa en torno al año 1000 a. C.
La conquista romana de Hispania se inició en el año 218 a. C. con el desembarco romano en Ampurias. El territorio de Morón fue conquistado alrededor del 206 a. C., e incluido en la provincia de Hispania Ulterior. En Época Romana hubo una ciudad llamada Lucurgentum de la que se hallaron algunos restos al construir la Base Aérea de Morón, además de los Callenses Aeneanici en Moguerejo sobre el Salado de Morón. Los romanos crearon además las primeras explotaciones agrarias, villae, y distribuyeron la tierra en latifundios. Durante el Siglo III d. C. cesaron las conquistas del Imperio romano y este entró en una grave crisis. Con el objetivo de presentar una defensa más efectiva contra los pueblos bárbaros del norte de Europa, en el año 395 el emperador Teodosio I dividió en dos el imperio — Occidente y Oriente — repartiéndolo entre sus dos hijos. Casi un siglo después, en el año 476, Occidente cayó y su territorio fue dividido entre los diferentes pueblos bárbaros.

### Edad Media

Reinos de taifas en la península ibérica (1037)

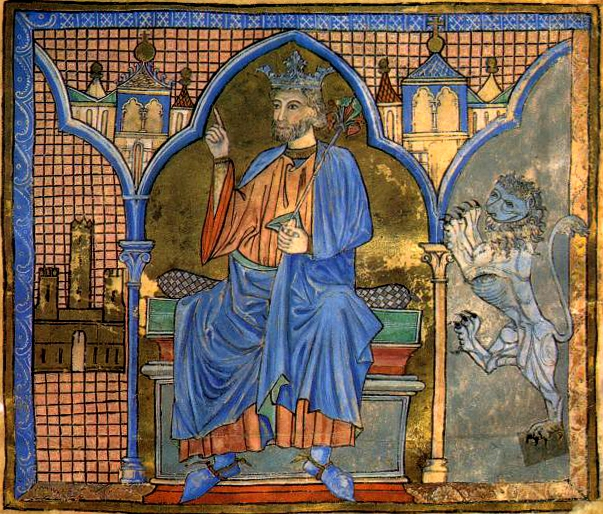
Fernando III conquistó Morón en 1240

Durante los primeros siglos de la Edad Media, Morón, al igual que la mayor parte del territorio ibérico, estuvo en manos del pueblo visigodo. Durante la dominación germánica se edificó en la localidad una basílica paleocristiana, una de las más antiguas de Andalucía; del templo se conservan los cimientos en la falda del castillo junto a la iglesia de San Miguel. A principios del siglo VIII, los musulmanes aprovecharon las disputas internas de los visigodos para llevar a cabo la conquista de la península. En una fase temprana de la ocupación, los bereberes se extienden por la Baja Andalucía, ocupando los antiguos núcleos de la zona.
La conquista musulmana de la Península ibérica se produjo con gran rapidez y sin apenas resistencia por parte de la población autóctona, porque los musulmanes obligaban a los propietarios de las tierras a pactar si no querían pasarles por la espada, ya que su expansión desde Arabia llevaba una inercia de violencia aplastante cuando no había pactos. A la Iglesia, se le permitió conservar su organización y algunos privilegios, ya que era una forma de mantener estabilidad en una población de mayoría cristiana. Los habitantes de los territorios ocupados por las armas tenían que pagar un tributo en concepto de arrendamiento. Durante los cinco siglos de dominación islámica, Morón desempeñó un papel político y cultural importante, y el nombre latino Maurorum pasó a pronunciarse Mauror y a escribirse en árabe Mawrur. Las villas romanas de La Campiña fueron ocupadas por los árabes, quienes impulsaron la agricultura con la construcción de acequias y la plantación de árboles frutales y olivares. Las casas de labor pasaron a convertirse en alquerías islámicas.
A raíz de la desintegración que el Califato de Córdoba sufría desde 1008, la familia bereber de los Banu Dammar, perteneciente a la dinastía zenata y encabezada por Nuh ben Abi Tuziri, se hizo con el poder de la cora de Morón. Tras expulsar al gobernador omeya que la regía, proclamó su independencia y originó el reino taifa de Morón en 1014. Se trataba de una taifa menor, y al igual que las de Algarve, Algeciras, Arcos, Carmona, Huelva, Mértola, Niebla, Ronda y Silves, todas fueron conquistadas e integradas en la de Sevilla. Los Banu Dammar gobernaron la taifa de Morón hasta 1066, cuando fue conquistada por Al-Mutadid, rey de la taifa sevillana.
En 1240 las tropas castellanas de Fernando III conquistaron Morón, en un episodio que proporcionó parte del argumento de una comedia de Lope de Vega. A muchas de las familias musulmanas de la zona se les permitió permanecer como mudéjares y continuaron habitando el lugar, dedicándose fundamentalmente a la agricultura y a otros oficios manuales. La ciudad constituía un emplazamiento militar estratégico debido a su orografía y a su situación en la banda morisca — de ahí su apellido «de la Frontera» —, donde la reconquista se prolongó hasta finales del siglo XV. Alfonso X cedió la villa y el castillo de Morón a la ciudad de Sevilla en 1253, con la condición de que la capital Hispalense se encargase de la defensa de la fortificación. Años después, al no poder hacerse cargo de los gastos, Sevilla devolvió Morón a la Corona de Castilla, entidad a la que perteneció hasta 1285, año en que Sancho IV creó un señorío que otorgó a la Orden de Alcántara. Morón permaneció en manos de dicha orden hasta 1378, cuando regresó nuevamente a la corona durante el reinado de Enrique II. Tras años en posesión de la corona y de la Orden de Alcántara, en 1461 Morón pasó a pertenecer a la Casa de Téllez-Girón, quienes ejercieron la jurisdicción en la villa sevillana hasta la abolición de los señoríos.

### Edad Moderna

Reino de Sevilla de la Corona de Castilla. En amarillo, las tierras del Ducado de Osuna, al que perteneció el Señorío de Morón

El siglo XVI marcó un período de gran prosperidad para el pueblo de Morón, y así lo denotan las numerosas obras públicas acometidas en esa época. Se construyeron conventos, hospitales, iglesias y palacios, se urbanizaron plazas y calles, se realizaron infraestructuras de saneamiento y abastecimiento de agua y surgieron las primeras barriadas extramuros como Puerta Sevilla, San Miguel o Santa María. El reinado de Felipe II marcó el punto álgido de la bonanza económica de la localidad. En 1562, Pedro Téllez Girón, señor de Morón de la Frontera, se convirtió en Duque de Osuna, por lo que la villa quedó integrada dentro del ducado. Los duques llevaron a cabo reformas en la distribución de la tierra —que dieron lugar a disputas entre los moroneros— y acondicionaron el antiguo castillo árabe como vivienda.
En aquella época llegaron a Morón los ecos de la rebelión de los moriscos en las Alpujarras. Los musulmanes convertidos a la fuerza al cristianismo y sometidos a crecientes presiones, estallaron en una revuelta que pronto se propagó por Andalucía. Estas revueltas acabaron con la expulsión de los moriscos de España en 1609. En el siglo XVII, la peste bubónica afectó con virulencia a la población de la ciudad. Esta epidemia y los problemas generalizados derivados de la política de los austrias menores marcaron el fin del auge económico vivido por la localidad durante el siglo anterior.
A lo largo del reinado de Carlos III, entre 1759 y 1788, se puso un especial interés en la repoblación de la comarca y se llevaron a cabo importantes trabajos para mejorar las infraestructuras del pueblo.

### Edad Contemporánea

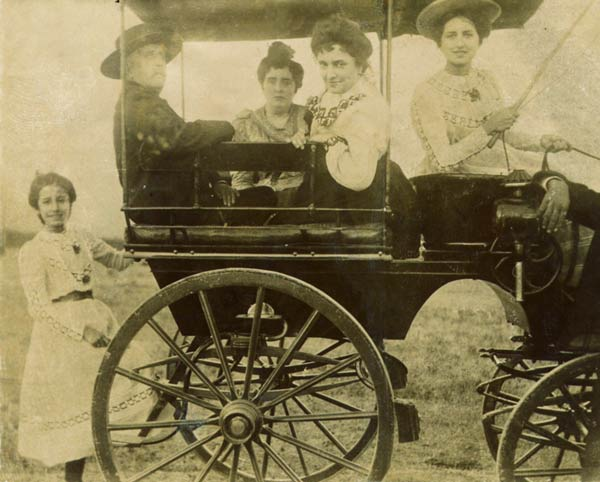
Moronenses en un carruaje a principios del

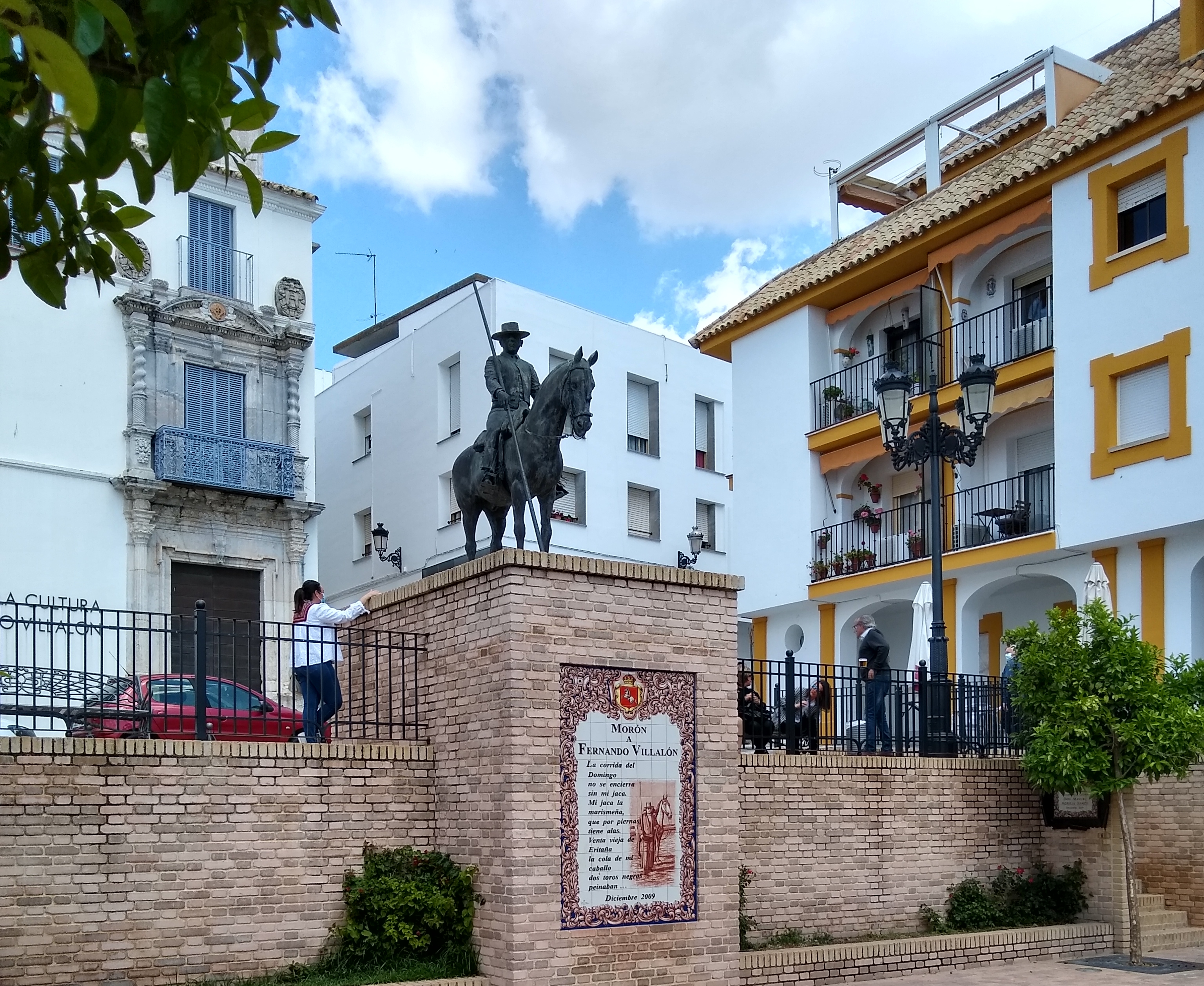
Monumento al poeta y ganadero Fernando Villalón (1881-1930), que vivió en Morón de la Frontera.

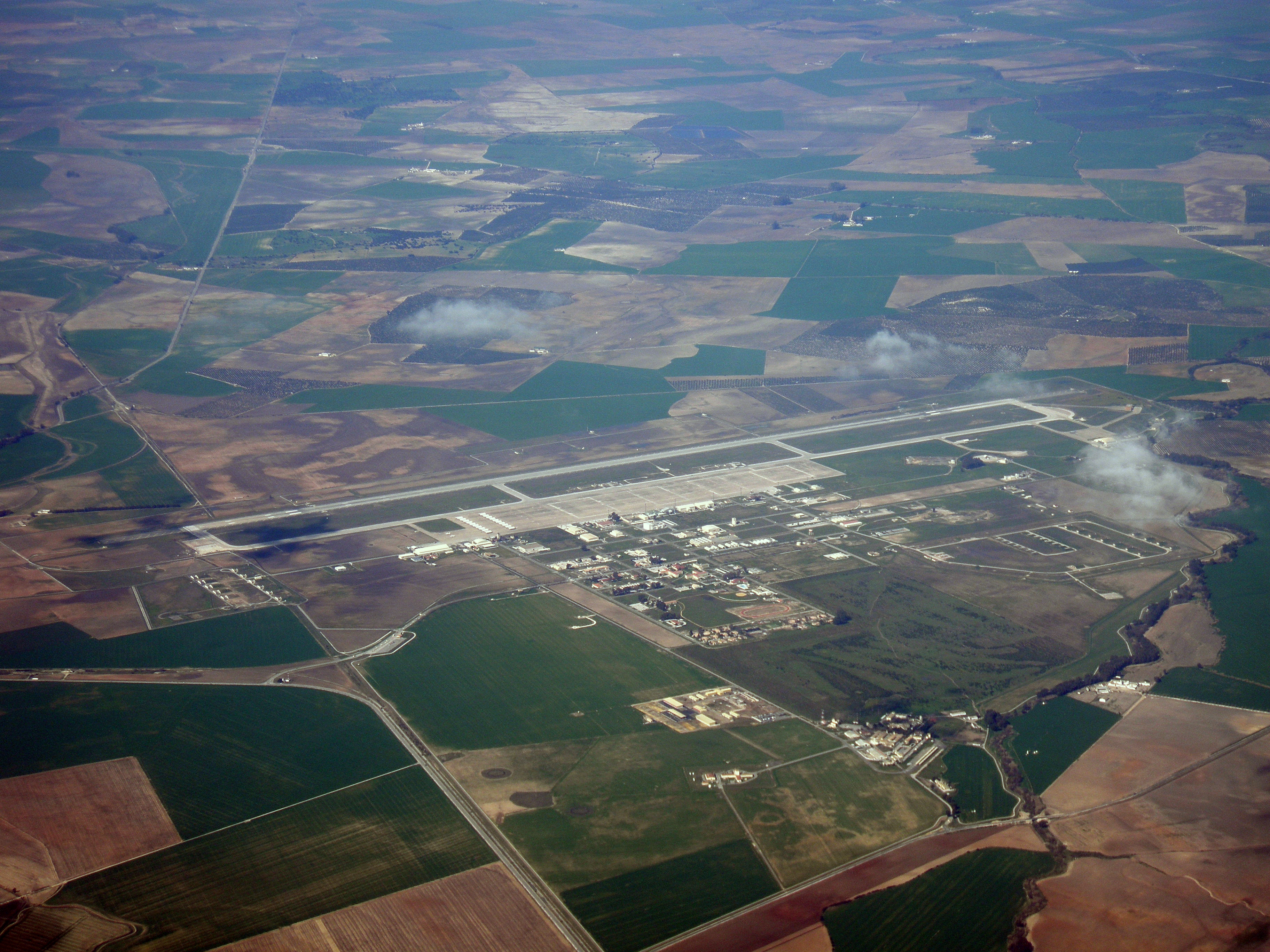
Vista aérea de la base de Morón

La Edad Contemporánea empezó con la invasión francesa de España y la zona de Morón quedó dentro del territorio asignado al 4.º ejército francés. Los galos establecieron una importante guarnición en Ronda, desde donde se desplazaban destacamentos hasta Morón de la Frontera, Zahara de la Sierra y Olvera. Las tropas de Napoleón invadieron Morón en 1810; durante más de dos años los franceses cometieron numerosas tropelías en el municipio, entre las que destaca el deterioro del castillo.
La vida política y social de la población también fue reflejo de los movimientos acontecidos en este campo durante el siglo XIX. Tuvieron lugar, al igual que en el resto del territorio nacional, la fuerte oposición entre conservadores y progresistas, las luchas caciquiles, las elecciones amañadas, los periódicos satírico-políticos y las protestas y huelgas. Antes de acabar el siglo se produjeron varios hechos relevantes como la llegada del ferrocarril en 1864 que la unía con Sevilla, Utrera y posteriormente Osuna, la publicación del primer periódico local, La Razón (1885), y la concesión del título de ciudad por la reina regente María Cristina en 1894.
Durante los primeros años del siglo XX se produjo el crecimiento urbano hacia el norte y la recepción de agua potable y alumbrado público. La llegada del ferrocarril había propiciado la industrialización de Morón; entre las fábricas creadas destacó la de cemento, abierta en los años 1920, que fue la tercera de España y llegó a tener quinientos trabajadores.
Tras las elecciones generales celebradas en febrero de 1936, la Corporación Municipal quedó compuesta por nueve concejales del PSOE, seis de Unión Republicana, cinco de Izquierda Republicana y tres del PCE; siendo su alcalde el socialista Manuel Olmedo Serrano. Como objetivo primordial el Ayuntamiento se marcó la aplicación en el término municipal de las leyes promulgadas por el Parlamento y que afectaban, fundamentalmente, al ámbito agrícola. Se trataba con este medio de paliar, en la medida de lo posible, las enormes carencias de una población cuyos ingresos dependían mayoritariamente de las faenas del campo. Todo se frustró con el golpe de Estado del mes de julio. Después de tener conocimiento del mismo, se reunieron en el consistorio los miembros de su corporación y representantes de los principales sindicatos, CNT y UGT, quienes acordaron crear un Comité de Defensa para impedir el triunfo de los golpistas. Así fue como se organizó una fuerte resistencia popular que propició el rechazo a la columna militar que Queipo de Llano había enviado el día 24 de julio para la ocupación de la ciudad, en la que murió Simón Lapatza, su comandante. Al día siguiente, esta columna se vio reforzada con elementos de artillería, infantería, fuerzas del Tercio, guardias civiles y tres aviones Breguet XIX, que bombardearon la población en la mañana del día 25 y que allanaron la entrada en el ayuntamiento de los sublevados comandados por Castejón. La Gestora designada tras esta nueva situación fue presidida por Saturio Grado, quedando como comandante militar José Caraballo, oficial de la Guardia Civil. A partir de este momento se inició una represión política en contra de las personas afines a los sindicatos y los partidos de izquierda que terminaría con la vida de más de cuatrocientas cincuenta personas, además de los numerosos casos de vejaciones, incautaciones de bienes y encarcelamientos.
La Guerra Civil sembró la ciudad de sufrimiento y hambruna y la posguerra estuvo marcada por fuertes tensiones sociales. En gran medida, estas tensiones fueron fruto de las características propias de la economía moronense, eminentemente agrícola y con pocas posibilidades de industrialización a corto plazo. En 1940 se inició la construcción de la Base Aérea de Morón. En 1953, tras los Acuerdos de Madrid, la Fuerza Aérea de los Estados Unidos (USAF) pasó a operarla, por lo que debido a los trabajos de ampliación —que se prolongaron hasta 1960— la ciudad creció urbanística y demográficamente, además de desarrollarse la actividad comercial y entrar en contacto con ciudadanos estadounidenses. Sin embargo, una vez acabadas las obras, los operarios quedaron sin empleo y muchos moroneros se vieron obligados a emigrar durante los años 1960 y 1970. Los destinos más comunes fueron Madrid, Cataluña, Valencia o Mallorca a nivel nacional y Francia, Alemania, Bélgica o Suiza a nivel internacional.
La historia de Morón durante el resto del siglo XX no estuvo marcada por hechos especialmente trascendentes. Es destacable la gran nevada que se produjo en 1954. También son acontecimientos reseñables la declaración de Bien de Interés Cultural de parte de su patrimonio arquitectónico, el desarrollo urbanístico de toda el área oeste a partir de los años 1970, las primeras elecciones municipales desde la Segunda República en 1979, que dieron la alcaldía a la Unión de Centro Democrático (UCD), así como el despegue desde la base aérea de los aviones del ejército estadounidense durante la Guerra del Golfo en 1991, escena que se repitió nuevamente ya en el siglo XXI durante la Invasión de Irak de 2003. El 2 de octubre de 2008 un terremoto de 4,7 grados en la escala Richter azotó a las provincias de Sevilla, Cádiz, Córdoba, Málaga y Jaén. El epicentro del seísmo se detectó a escasos kilómetros al suroeste de la ciudad y se produjo a las 6:02 de la mañana; pero tuvo tres réplicas a las 7:05, a las 7:08 y una más fuerte, de 3,5 grados en la escala de Richter, a las 7:15. El seísmo apenas duró quince segundos.

## Demografía
Morón cuenta con una población de 27 228 habitantes (INE 2024).
| Gráfica de evolución demográfica de Morón de la Frontera entre 1842 y 2021 |
| |
| Población de derecho según los censos de población del INE Población de hecho según los censos de población del INEEn 1897 disminuye el término del municipio porque independiza a Coripe |

La población de Morón tiene su origen en la Edad del Cobre, cuando se asentaron los primeros pobladores. Durante la etapa prerromana surgió el primer núcleo alrededor de lo que hoy es el Castillo de Morón, el cual continuó creciendo durante las dominaciones romana, visigoda y musulmana. Tras la conquista de las tierras en el siglo XIII por Fernando III, a muchas de las familias musulmanas de la zona se les permitió permanecer como mudéjares y continuaron habitando el lugar, dedicándose fundamentalmente a la agricultura y a otros oficios manuales. Se tienen noticias de la existencia de asentamientos de gitanos en la localidad desde el siglo XV. Este grupo ha permanecido desde entonces y en la actualidad la comunidad gitana de Morón constituye un colectivo plenamente integrado en la sociedad moronense.
A partir de la epidemia de peste bubónica del siglo XVII, que supuso el inicio de un drástico descenso en la población que se prolongó hasta el siglo siguiente, se realizaron en la zona varias repoblaciones más, como la que tuvo lugar a lo largo del reinado de Carlos III, entre 1759 y 1788.
Durante el siglo XX, la evolución de la población moronera ha sido similar a la de otras zonas agrarias de la provincia. Es destacable la merma en la población que se produjo entre los varones en edad militar durante la guerra civil, que provocó una notable variación en la distribución por sexos. El crecimiento de la población es suave hasta la década de 1960, en los que se produce un fuerte retroceso poblacional debido a la creciente emigración y al descenso de la natalidad. A partir de los años 1980, con el descenso del fenómeno de la emigración tiene lugar un estancamiento de la pérdida de habitantes y comienza un nuevo período de suave crecimiento poblacional.
Del total de 28 489 personas censadas en 2011, 363 eran de nacionalidad extranjera. Los inmigrantes censados en la ciudad proceden de todos los continentes salvo Oceanía, siendo los de nacionalidad marroquí (55), china (42), rumana (31), chilena (18) y portuguesa (17), las colonias más numerosas.
| Continente | Países | Total por continentes |
| ---------- | --- | --------------------- |
| África     | Argelia (1), Marruecos (55), Senegal (6), Otros países (4) | 66                    |
| América    | Argentina (9), Bolivia (16), Brasil (3), Colombia (16), Cuba (3), Chile (18), Ecuador (6), Paraguay (12), Perú (6), República Dominicana (6), Uruguay (3), Venezuela (7), Otros países (15) | 120                   |
| Asia       | China (42), Pakistán (3), Otros países (8) | 53                    |
| Europa     | Alemania (16), Francia (3), Italia (4), Polonia (6), Portugal (17), Reino Unido (16), Rumanía (31), Rusia (12) Ucrania (1), Otros países (18)                                               | 124                   |
| Total      | | 363                   |

## Economía
La actividad económica de Morón se fundamenta en los sectores del aceite de oliva, los cereales, las conservas vegetales, la extracción de óxido de calcio y en menor medida el turismo.
En la evolución de la población activa, destaca la incorporación de mujeres al mercado laboral, desde una tasa de actividad del 19,56 % en 1981 hasta un 41,42 % en 2001. Gran parte de esta población activa femenina se emplea en el comercio, especialmente las del sector de alimentación y artículos de uso doméstico. Muchas de estas mujeres son contratadas como eventuales durante la campaña de recogida de aceituna, tanto para elaboración de aceite de oliva como para la aceituna de mesa.
| Tipo de actividad                                                                                                 | Varones | Mujeres | Total |
| --- | ------- | ------- | ----- |
| Agricultura, ganadería, caza y selvicultura                                                                       | 1259    | 571     | 1830  |
| Industrias extractivas                                                                                            | 2       | 0       | 2     |
| Industria manufacturera                                                                                           | 33      | 1       | 34    |
| Producción y distribución de energía eléctrica, gas y agua                                                        | 1203    | 548     | 1751  |
| Construcción | 1356    | 61      | 1417  |
| Comercio, reparación de vehículos de motor, motocicletas y ciclomotores y artículos personales y de uso doméstico | 924     | 788     | 1712  |
| Hostelería | 338     | 44      | 382   |
| Transporte, almacenamiento y comunicaciones                                                                       | 349     | 239     | 588   |
| Intermediación financiera                                                                                         | 47      | 13      | 60    |
| Actividades inmobiliarias y de alquiler, servicios empresariales                                                  | 132     | 148     | 280   |
| Administración pública, defensa y seguridad social obligatoria                                                    | 117     | 274     | 391   |
| Educación | 11      | 172     | 183   |
| Actividades sanitarias y veterinarias, servicio social                                                            | 0       | 1       | 1     |
| Actividades profesionales, científicas y técnicas                                                                 | 632     | 200     | 832   |

### Agricultura y ganadería
Durante siglos los moronenses se han dedicado al cultivo del olivo. En el municipio de Morón de la Frontera hay unas 10 653 hectáreas de olivar, de las cuales 4163 son de secano y 6250 son de regadío. La variedad de aceituna principal con la que se trabaja es la manzanilla sevillana, aunque también hay plantaciones de hojiblanca, picual, arbequina o lechín. De la ganadería, destacan las cabañas de cerdos, cabras y ovejas. En su término municipal existen numerosos cortijos que antaño constituían las fuentes de abastecimiento alimenticio de la población. Las explotaciones agrarias, 725 según el censo de 2009, ocupaban 39 497 hectáreas; el 67 % en propiedad, el 17 % en arrendamiento y un 16 % en otros regímenes de tenencia. 27 834 ha están labradas —14 929 de herbáceos, 59 de frutales, 10 653 de olivar y 2108 de otros productos—, 2585 se dedican a pastos permanentes, 5538 a explotaciones forestales y 3540 ha son otras tierras no forestales. La mayoría de ellas, 407, tenían menos de cinco hectáreas y 142 superaban las cincuenta hectáreas.
| Tipo                     | Superficie (ha) |
| ------------------------ | --------------- |
| Barbecho y otras tierras | 2108            |
| Cultivos herbáceos       | 14 929          |
| Cultivos leñosos         | 10 797          |
| Prados naturales         | 200             |
| Pastizales               | 2385            |
| Monte abierto            | 2500            |
| Monte leñoso             | 3820            |
| Monte maderable          | 1718            |
| Superficie no agrícola   | 1040            |

| Tipo     | Cabezas |
| -------- | ------- |
| Bovino   | 6117    |
| Ovinos   | 5277    |
| Caprinos | 7628    |
| Porcinos | 14 201  |
| Aves     | 794     |
| Equinos  | 514     |
| Colmenas | 20      |

| Tipo                     | Superficie (ha) |
| ------------------------ | --------------- |
| Barbecho y otras tierras | 2108            |
| Cultivos herbáceos       | 14 929          |
| Cultivos leñosos         | 10 797          |
| Prados naturales         | 200             |
| Pastizales               | 2385            |
| Monte abierto            | 2500            |
| Monte leñoso             | 3820            |
| Monte maderable          | 1718            |
| Superficie no agrícola   | 1040            |

| Tipo     | Cabezas |
| -------- | ------- |
| Bovino   | 6117    |
| Ovinos   | 5277    |
| Caprinos | 7628    |
| Porcinos | 14 201  |
| Aves     | 794     |
| Equinos  | 514     |
| Colmenas | 20      |

| Tipo de cultivo | Tipo de cultivo           | Regadío | Secano | Total |
| --------------- | ------------------------- | ------- | ------ | ----- |
| Herbáceos       | Trigo                     | 199     | 5530   | 5729  |
| Herbáceos       | Algodón                   | 49      | -      | 49    |
| Herbáceos       | Maíz                      | 8       | -      | 8     |
| Herbáceos       | Girasol                   | 86      | 3639   | 3725  |
| Herbáceos       | Alfalfa                   | 10      | -      | 10    |
| Herbáceos       | Avena                     | 19      | 1732   | 1751  |
| Herbáceos       | Apio                      | 5       | -      | 5     |
| Herbáceos       | Remolacha azucarera       | 5       | -      | 5     |
| Herbáceos       | Espárrago                 | 20      | -      | 20    |
| Herbáceos       | Cebada                    | 2       | 1786   | 1788  |
| Herbáceos       | Triticale                 | -       | 141    | 141   |
| Herbáceos       | Otras leguminosas         | 2       | -      | 2     |
| Herbáceos       | Garbanzo                  | -       | 121    | 121   |
| Leñosos         | Olivar aceituna de aceite | 1043    | 3260   | 4303  |
| Leñosos         | Olivar aceituna de mesa   | 3090    | 3260   | 6350  |
| Leñosos         | Mandarino                 | 35      | -      | 35    |
| Leñosos         | Naranjo                   | 18      | 2      | 20    |
| Leñosos         | Limero y otros cítricos   | 3       | 1      | 4     |

### Industria y construcción

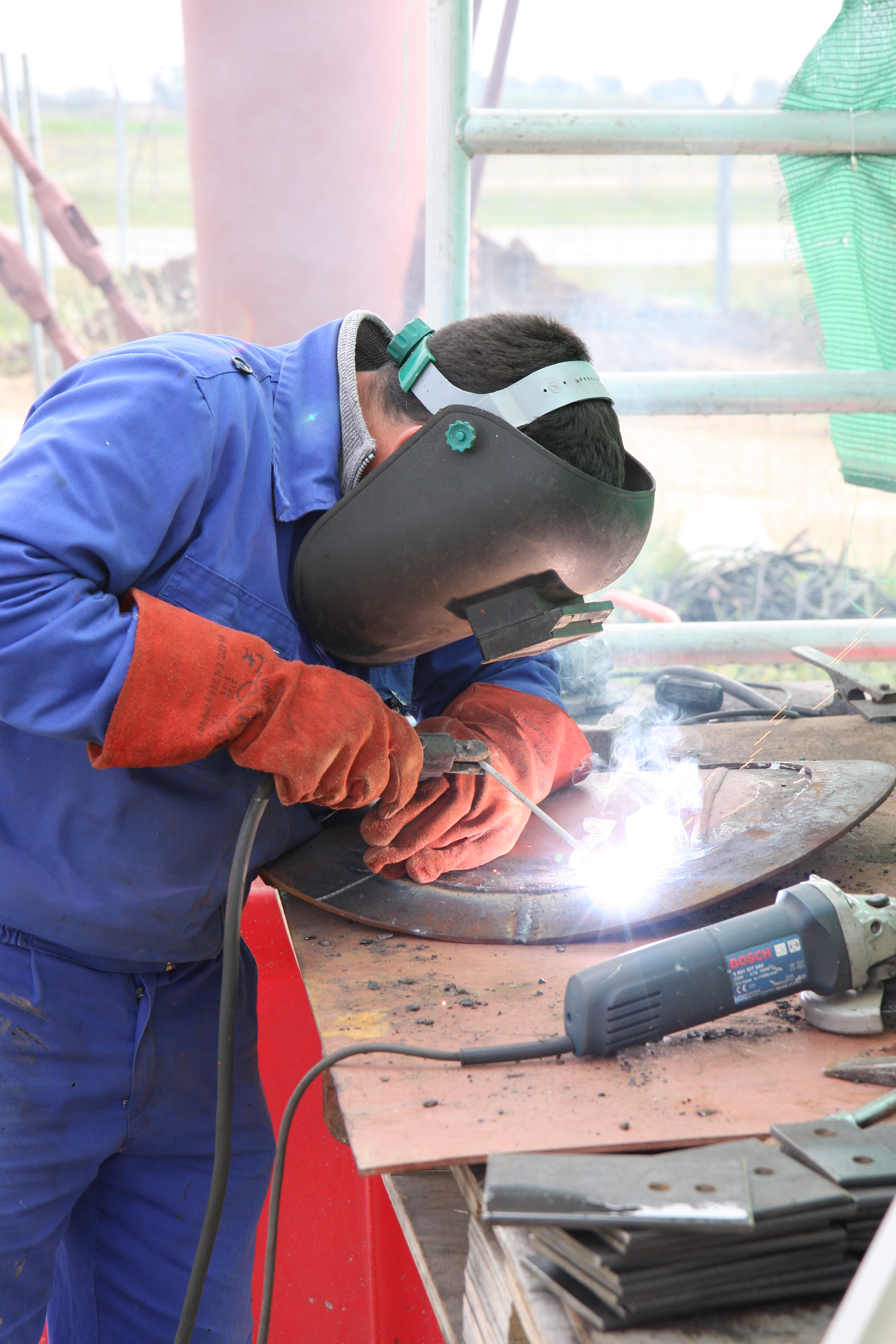
Un soldador reparando parte de un depósito de agua en Morón

La industria ocupa un segundo plano en la economía moronense. La localidad cuenta con siete polígonos industriales: El Fontanal, Los Cipreses, Los Perales, Tejar de Carmona, La Estación, El Caballo y Borujas; la mayoría de ellos pertenecen al centro de empresas CEMGSA, creado en 1981. Existen un total de 282 empresas dedicadas a la industria, casi un 2 % de las existentes en la provincia de Sevilla. De estas, solo 187 realizan actividades meramente industriales. Dos se dedican a servicios relacionados con el abastecimiento de agua y electricidad, 30 a la elaboración de productos químicos y derivados, 29 son talleres mecánicos o relacionados con el metal y 126 industrias manufactureras. Las 95 empresas restantes se dedican a la construcción, el sector que más puestos de trabajo crea en Andalucía. No obstante, desde 2008 este sector, que ha sido creador de empleo durante varios años, está sufriendo una enorme crisis, debido al parón originado por las dificultades de financiación para adquirir las nuevas viviendas.

### Comercio
Morón de la Frontera consta de dos ejes comerciales principales. El primero se extiende en dirección oeste-este desde los Jardines de la Alameda hasta la Plaza del Ayuntamiento, y comprende las calles Utrera, Carrera, la plaza Meneses y la calle Pozo Nuevo, esta última peatonal. El segundo, en dirección norte-sur, incluye las calles Luis Daoíz, Nueva y Ánimas. Destaca también el Paseo de la Alameda donde, sin ser propiamente una vía comercial, se encuentran gran cantidad de bares y restaurantes. El mercado de abastos de Morón fue construido en la década de 1940 y tiene accesos desde las calles Ánimas y Vicario.
En el año 2011, Morón de la Frontera contaba con 30 oficinas bancarias, 71 empresas comerciales mayoristas, 579 empresas comerciales minoristas, 24 supermercados, un hipermercado, un centro comercial y 180 bares y restaurantes.

### Turismo
El turismo está cobrando relevancia en la localidad en los últimos años gracias al trabajo de promoción desarrollado por los empresarios de la hostelería especialmente la relacionada con la gastronomía. En 2011 estaban en funcionamiento cerca de 200 establecimientos de tipo mesones, tabernas, bares y restaurantes que ofrecen a los miles de personas que acuden a la localidad los fines de semana a degustar una gastronomía variada y adaptada a diferente poder adquisitivo. Además del turismo gastronómico cabe destacar otras modalidades como el rural o el cultural. Algunos de los cortijos del municipio han sido reconvertidos en agroturismos; el Ayuntamiento de Morón de la Frontera fomenta a través de la Oficina Municipal de Turismo visitas a los principales edificios históricos de la localidad.

### Evolución de la deuda viva municipal
El concepto de deuda viva contempla sólo las deudas con cajas y bancos relativas a créditos financieros, valores de renta fija y préstamos o créditos transferidos a terceros, excluyéndose, por tanto, la deuda comercial.
| Gráfica de evolución de la deuda viva del Ayuntamiento entre 2008 y 2024                                        |
| |
| Deuda viva del Ayuntamiento de Morón de la Frontera, en miles de euros, según datos del Ministerio de Hacienda. |

## Administración y política

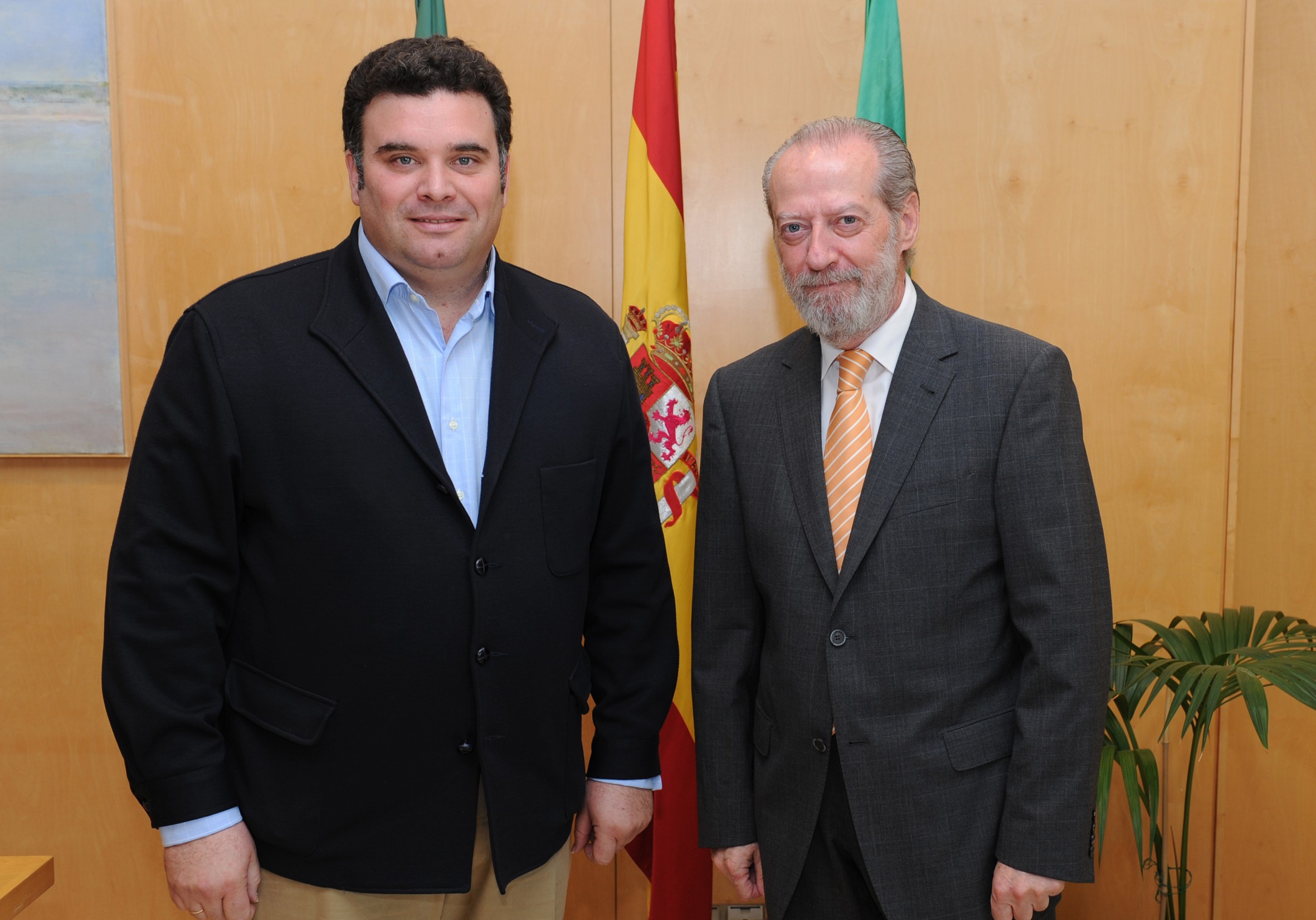
El alcalde de Morón de la Frontera, Juan Manuel Rodríguez, con el presidente de la Diputación Provincial de Sevilla, Fernando Rodríguez

### Corregidores (sigloXVIII)
- Alonso Tamayo Oliva. Natural de Osuna. Fue Abogado de la Real Chancillería de Granada y Corregidor de Morón de la Frontera (1687-1696).
- Melchor Trujillo y Losada. Natural de Bornos, nacido hacia 1662. Hijo de D. Alonso Trujillo Párraga y Dª Elvira de Losada. Ejercería como Corregidor de Olvera (1693-1696) y Corregidor de Morón de la Frontera (1696-1701).[54]
- Andrés Iñiguez del Real. Corregidor de Arahal y de Morón de la Frontera (1701-1703). Se avecindó de forma definitiva en Arahal, donde tuvo descendencia.
- Diego Vallejera Navalón. Nació en Vejer de la Frontera, hacia el año 1643, siendo hijo de D. Francisco Vallejera y Dª Juana Muñoz Aparicio. Ejerció como Abogado de la Real Audiencia de Sevilla (1673), Juez de residencia y Corregidor interino de Archidona (1702-1703), Corregidor de Morón (1703-1704) y Osuna (1704-1705).
- Juan Garrido de Luque y Leiva. Natural de Castro del Río, 1654. Hijo de Juan Garrido y Mariana de Castro, ambos también naturales de Castro. Fue Licenciado y Abogado de los Reales Consejos. Ejercería como Corregidor de Cabra, de Morón de la Frontera (1704-1710) y de Archidona (1710-1712).
- Nicolás Antonio de Arjona y Aranda. Natural de Granada, 1677. Graduado en Leyes, por la Universidad de dicha ciudad, y recibido como Abogado por la Real Chancillería de ella, en 1696. Abogado en su ciudad natal (1696-1701), pasó a ser Alcalde Mayor de Almuñécar (1701), de Alcalá la Real (1704-1705) y de Málaga (1706-1707).  Asistente de Marchena (1707-1710) y Corregidor de Morón de la Frontera (1710-1711). En Osuna desempeñó otros cargos: Juez de la Audiencia Ducal, Juez Conservador de la Renta del Tabaco, Administrador del Concurso de las Rentas del Estado de Osuna, y Gobernador del mismo.
- José Gómez de Herrera.- Corregidor de Molina de Aragón y Atienza (1701-1704) y de Morón de la Frontera (1711-1715).
- Zoilo Alfonso de Arjona y Aranda.- Natural de Granada, 1683. Recibido como Abogado de la Real Chancillería de Granada en 1701. Ejerció la Fiscalía del Comercio de la Seda y la Superintendencia General de todas las Rentas de Granada (1701). Al poco tiempo entró al servicio del duque de Arcos, ejerciendo de Corregidor de Zahara de la Sierra (al menos en 1710), y posteriormente al del de Osuna, como Corregidor de Arahal (al menos entre 1711-1714), de Morón (1715-1721) y de Osuna (lo era en 1719).
- Antonio de Herrera Bustillos.- Abogado de los Reales Consejos. Corregidor de Morón de la Frontera (1721-1723).
- Francisco Ortiz Moreno.- Licenciado (1713) y Abogado de la Real Chancillería de Granada (1723). Su carrera profesional estuvo ligada a la administración de ducado de Osuna: Corregidor de Olvera (1713), de Morón de la Frontera (abril - junio 1723), de Archidona y de La Puebla de Cazalla (1727), de Osuna (1728).
- Fernando Félix de Terán y Bravo.- Natural de Álora (Málaga). Graduado en Cánones por la Universidad de Alcalá. En 1723 era vecino de Jerez de la Frontera, siendo ya doctor en Leyes, cuando fue llamado a ejercer de forma efímera el Corregimiento de Morón, entre junio y julio de dicho año. Fue uno de los fundadores del Colegio de Abogados de Jerez de la Frontera (abril de 1763).
- José Antonio Fernández de Sousa. Alcalde Mayor Subalterno de Ronda (1715), Corregidor de Morón en dos etapas (1723-1727; 1737-1741) y de Osuna (1727).

### Gobierno municipal

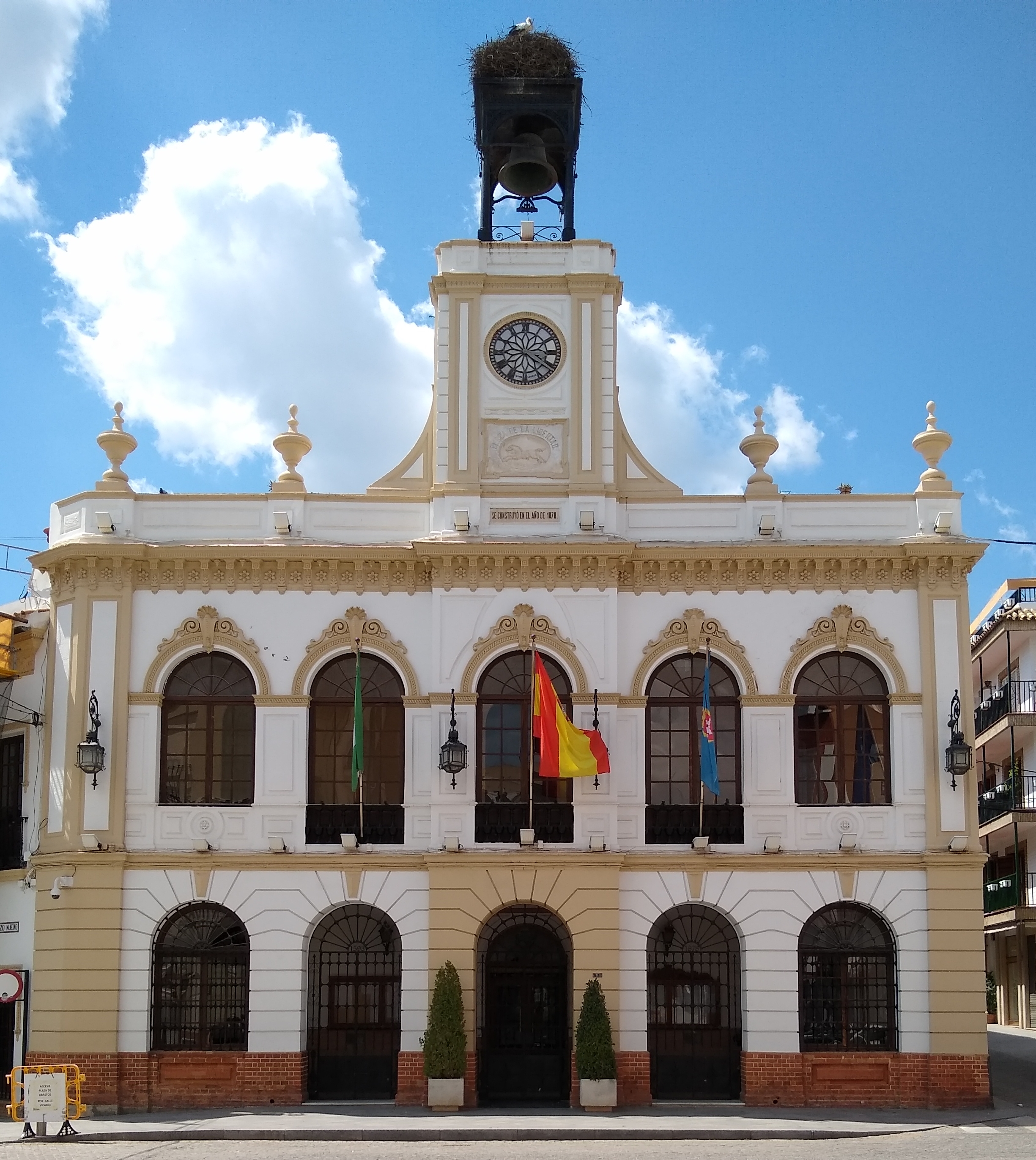
Ayuntamiento de Morón

El Ayuntamiento de Morón de la Frontera cuenta con 21 concejales. Entre 1979 y 1983, la alcaldía de Morón estuvo en manos de la Unión de Centro Democrático (UCD), que obtuvo 12 de los concejales y permitió a Leopoldo Sáinz de la Maza, conde de la Maza, convertirse en el primer alcalde del municipio desde la recuperación de la democracia en España. La tendencia de voto cambió sustancialmente en los siguientes comicios, en los que el Partido Socialista Obrero Español (PSOE) registró una holgada mayoría absoluta, 13 concejales, y gobernó Morón durante los cuatro años siguientes. La creación de Izquierda Unida (IU) en 1986, que englobaba al PCE y a otros grupos de izquierdas andaluces con buenos resultados en Morón, motivó que en las elecciones municipales de 1987 este partido obtuviera muy buenos resultados, 7 escaños, pero Alianza Popular (AP) registró 500 votos más que la federación de izquierdas lo cual se tradujo en un regidor más. Por su parte, el PSOE perdió la mayoría absoluta de la anterior legislatura y quedó relegada a tercera fuerza política, con 6 concejales. PSOE e IU no llegaron a ningún acuerdo, por lo que fue investida alcaldesa la aliancista Victoria Ybarra, esposa del conde de la Maza y exalcalde del municipio. Sin embargo, durante los primeros meses de legislatura se puso de manifiesto la incapacidad del partido de gobierno para sacar adelante sus proyectos sin modificaciones de la oposición a la par que el éxito de la intensa actividad de IU-CA, cuyas mociones solían ser aprobadas con los votos de los socialistas. Finalmente, el acuerdo llegó a principios de 1988 y el candidato de IU-CA, Pedro Luis Vázquez García, recibió la vara de mando durante el mes de marzo.
En 1991 la izquierda volvió a ganar en Morón; el PSOE obtuvo 9 concejales e IU-CA 7, completando el pleno los 5 concejales del PP. El candidato del PSOE, José Párraga, fue nombrado alcalde con el apoyo de IU-CA, cuya participación en el gobierno municipal fue variando de intensidad durante los años siguientes. Las elecciones de 1995 dieron unos resultados muy similares —el PP perdió un escaño que ganó IU-CA— mientras que en 1999 la federación de izquierdas experimentó un fuerte retroceso —3 concejales— que motivaron la entrada en el pleno del PDNI y del Partido Andalucista (PA). Párraga continuó como alcalde hasta 2003, año en que el PP se convirtió en la fuerza más votada en Morón, consiguiendo 9 concejales. Fue sustituido por Manuel Morilla Ramos, conocido por haber sido el apoderado del torero Jesulín de Ubrique. En 2007, el PP de Morón revalidó la victoria y se hizo con la mayoría absoluta, igualando los resultados del PSOE de Adela Escribano en 1983. En las elecciones municipales de 2011 el Partido Socialista Obrero Español (PSOE) obtuvo diez concejales, por seis del Partido Popular (PP), tres de la Asamblea Moronera Alternativa (AMA) y dos concejales de Izquierda Unida (IU). Juan Manuel Rodríguez Domínguez, candidato socialista, fue el que obtuvo más votos tras la constitución del ayuntamiento, resultando elegido.
El ayuntamiento se divide en las siguientes áreas de gestión: Urbanismo, Organización Interna, Recursos Humanos y Carnaval; Hacienda y Patrimonio, Desarrollo Económico y Empleo, y Deporte; Servicios Generales, Cementerio, Movilidad, Policía Local y Fiestas Mayores; Igualdad, Bienestar Social y Sanidad; Educación y Juventud; Participación Ciudadana y Consumo; Turismo; Medio Ambiente y Agricultura; y Cultura.
| Periodo   | Nombre                          | Partido | Partido                                  |
| --------- | ------------------------------- | ------- | ---------------------------------------- |
| 1979-1983 | Leopoldo Sáinz de la Maza Falcó |         | Unión de Centro Democrático (UCD)        |
| 1983-1984 | Pedro Sobrado Ucero             |         | Partido Socialista Obrero Español (PSOE) |
| 1984-1987 | Adela Escribano Carrasco        |         | Partido Socialista Obrero Español (PSOE) |
| 1987-1988 | Victoria Ybarra Allende         |         | Alianza Popular (AP)                     |
| 1988-1991 | Pedro Luis Vázquez García       |         | Izquierda Unida (IU)                     |
| 1991-2003 | José Párraga Mendoza            |         | Partido Socialista Obrero Español (PSOE) |
| 2003-2011 | Manuel Morilla Ramos            |         | Partido Popular (PP)                     |
| 2011-act. | Juan Manuel Rodríguez Domínguez |         | Partido Socialista Obrero Español (PSOE) |

| Partido político                            | 2023  | 2023  | 2023       | 2019  | 2019  | 2019       | 2015  | 2015  | 2015       | 2011  | 2011  | 2011       | 2007  | 2007  | 2007       |
| Partido político                            | %     | Votos | Concejales | %     | Votos | Concejales | %     | Votos | Concejales | %     | Votos | Concejales | %     | Votos | Concejales |
| Partido Socialista Obrero Español (PSOE)    | 39,98 | 4856  | 9          | 48,77 | 5810  | 11         | 50,57 | 6215  | 11         | 46,10 | 6541  | 10         | 28,76 | 3802  | 6          |
| Partido Popular (PP)                        | 23,89 | 2902  | 5          | 15,75 | 1876  | 3          | 13,38 | 1644  | 3          | 27,97 | 3969  | 6          | 55,52 | 7338  | 13         |
| Asamblea Moronera Alternativa (AMA)         | 20,34 | 2471  | 5          | 21,68 | 2583  | 5          | 22,85 | 2808  | 5          | 13,39 | 1900  | 3          | –     | –     | –          |
| Con Andalucía-Adelante-Izquierda Unida (IU) | 9,38  | 1140  | 2          | 12,27 | 1462  | 2          | 11,31 | 1390  | 2          | 10,44 | 1481  | 2          | 12,10 | 1600  | 2          |

### Justicia
Morón es cabeza del partido judicial número siete de la provincia de Sevilla, que engloba a los municipios de Coripe, Montellano, Morón de la Frontera, Pruna y La Puebla de Cazalla. Las instalaciones judiciales constan de un juzgado de primera instancia e instrucción situado en la calle Navío, sinnúmero. Las funciones de registro civil son desempeñadas por dicho juzgado, el cual también tiene competencias relacionadas con la violencia doméstica.

### Organización territorial
Además de la ciudad de Morón, dentro del término municipal existen otras once entidades de población según el nomenclátor publicado por el Instituto Nacional de Estadística (INE): El Algarabejo, Caleras de la Sierra, Caleras del Prado, Guadaíra, La Mata Alcozarina, La Ramira, La Romera, La Lagartija, La Mela, Purificia y Pago Redondo.
| Entidad de población                      | Coordenadas                     | Habitantes | Distancia en km |
| ----------------------------------------- | ------------------------------- | ---------- | --------------- |
| El Algarabejo                             | 37°3′N 5°20′O / 37.050, -5.333  | 2          | 18,8            |
| Caleras de la Sierra                      | 37°5′N 5°30′O / 37.083, -5.500  | 101        | 6,7             |
| Caleras del Prado                         | 37°8′N 5°27′O / 37.133, -5.450  | 27         | 3,7             |
| Guadaíra (Morón de la Frontera)\|Guadaíra | 37°5′N 5°28′O / 37.083, -5.467  | 119        | 4               |
| La Mata Alcozarina                        | 37°11′N 5°27′O / 37.183, -5.450 | 53         | 8               |
| La Ramira                                 | 37°7′N 5°32′O / 37.117, -5.533  | 255        | 7,7             |
| La Romera                                 | 37°7′N 5°26′O / 37.117, -5.433  | 32         | 1,9             |
| La Lagartija                              | 37°7′N 5°26′O / 37.117, -5.433  | 12         | 3,8             |
| La Mela                                   | 37°12′N 5°26′O / 37.200, -5.433 | 3          | 11'2            |
| Morón de la Frontera                      | 37°7′N 5°27′O / 37.117, -5.450  | 27 286     | -               |
| Purificia                                 | 37°13′N 5°25′O / 37.217, -5.417 | 7          | 14,1            |
| Pago Redondo                              | 37°13′N 5°26′O / 37.217, -5.433 | 13         | 11,9            |
| Total                                     |                                 | 28 489     |                 |

#### Barriadas del núcleo principal

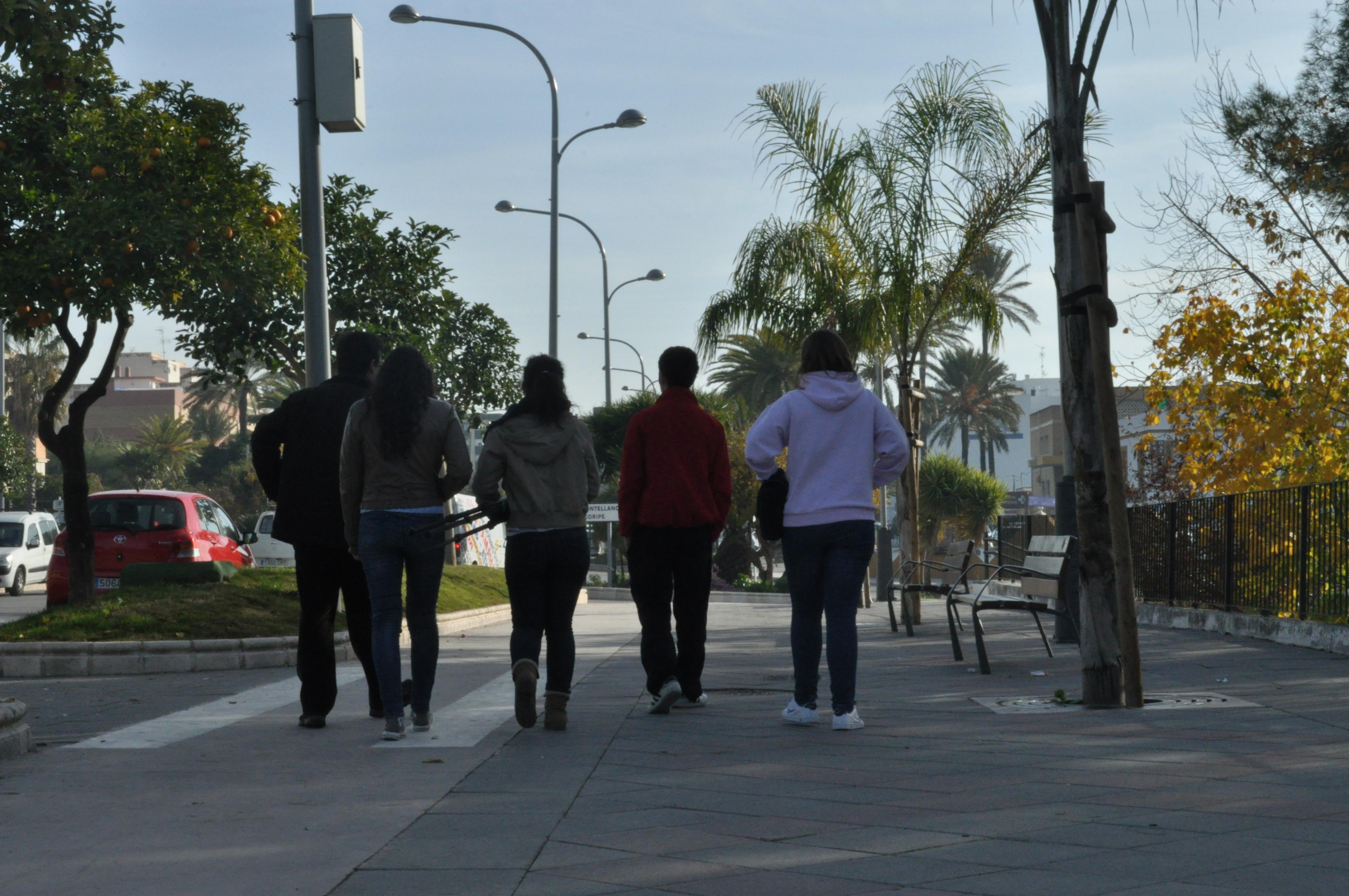
Moronenses andando por el paseo de la Alameda

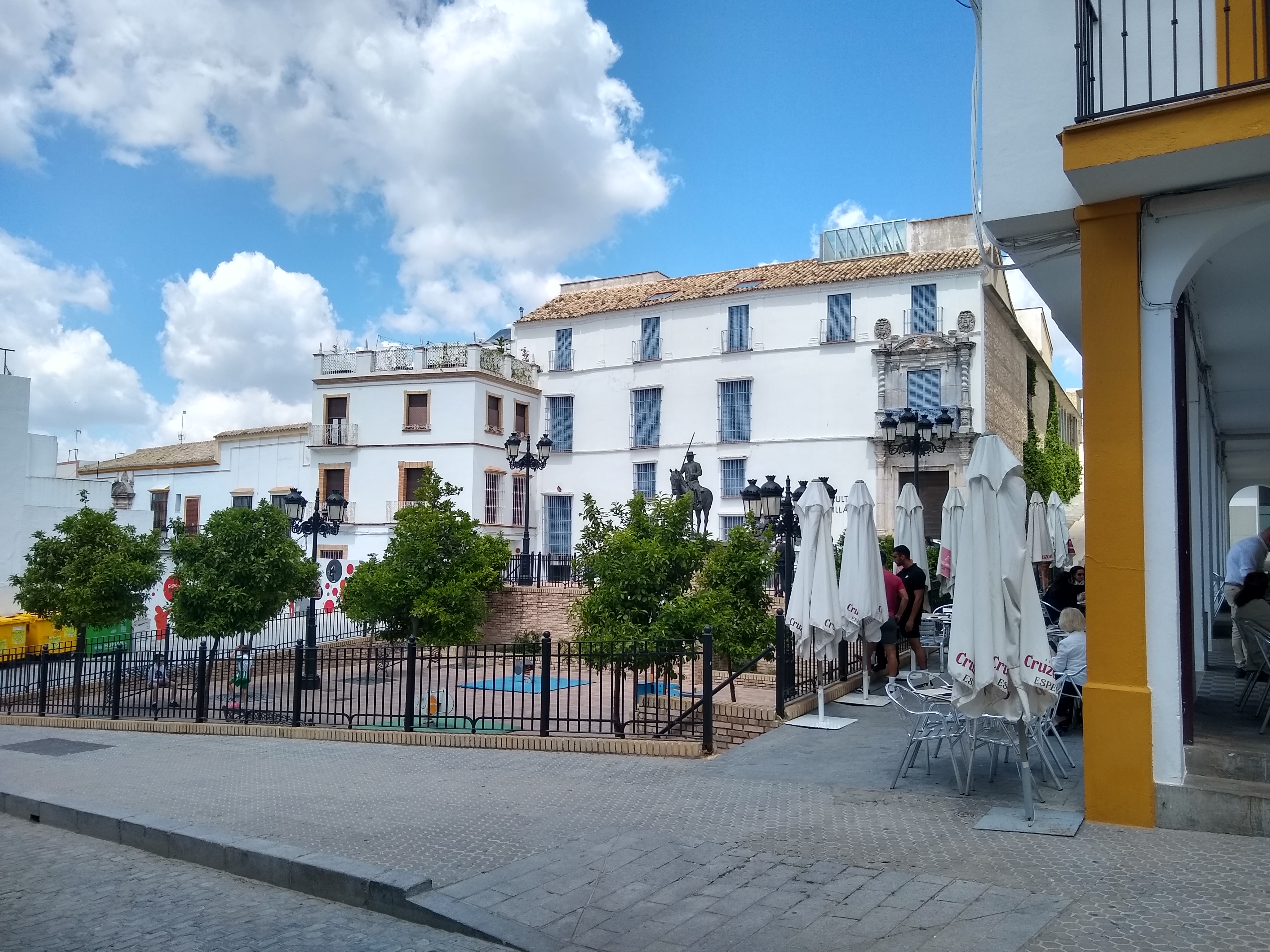
Plaza El Polvorón

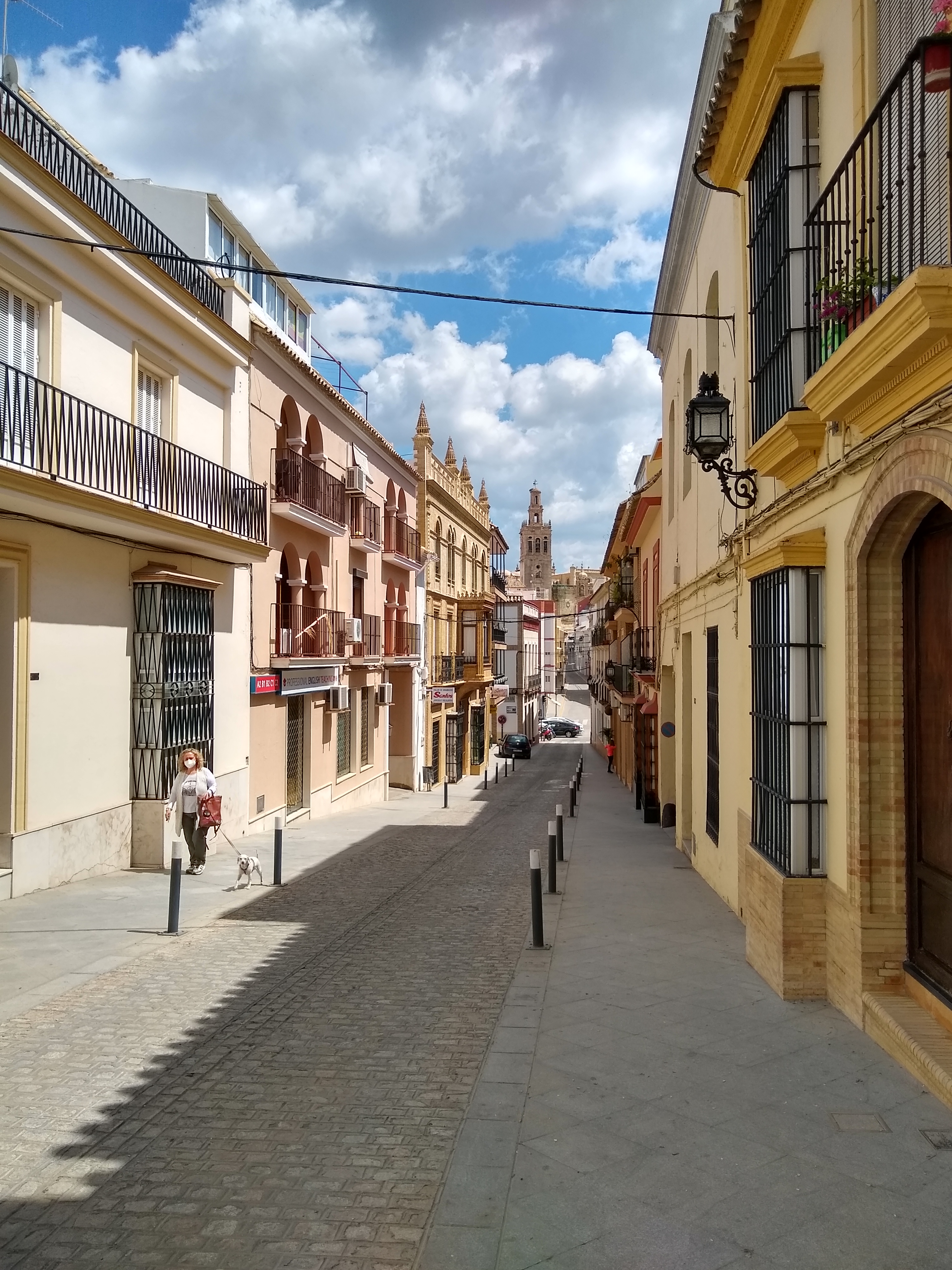
Calle Corredera

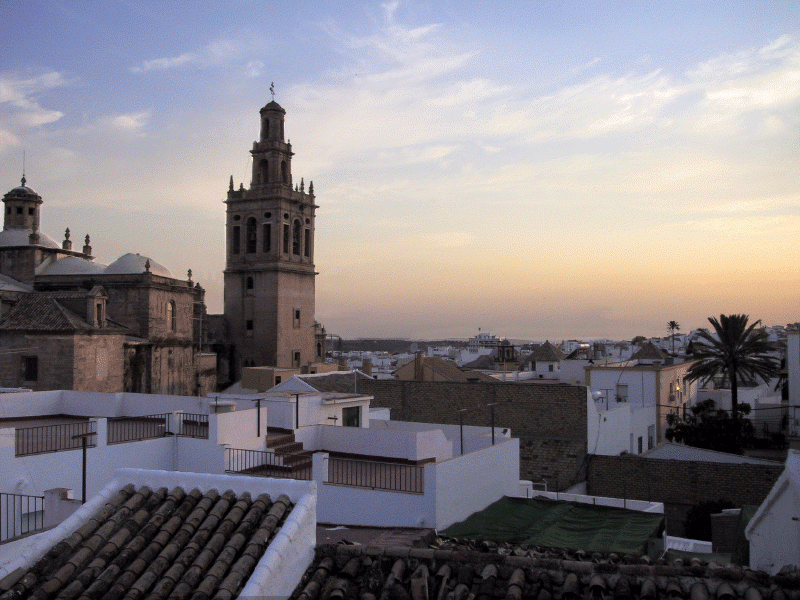
Vista de la iglesia de San Miguel y la barriada de El Pantano a lo lejos

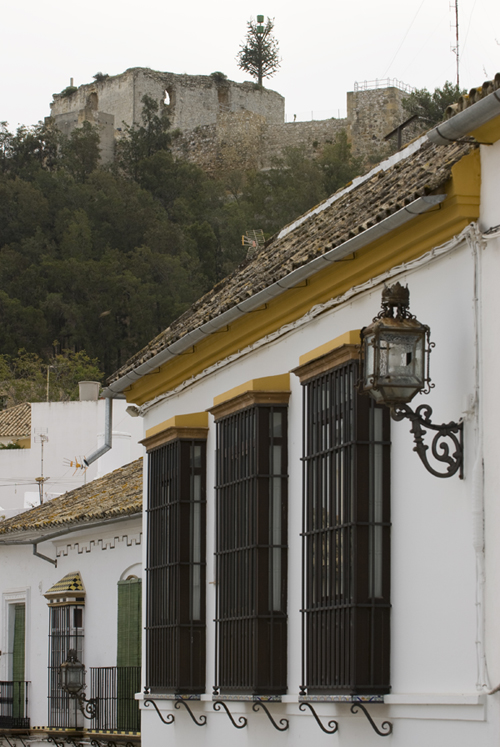
El castillo de Morón y la barriada de Santa María

Morón de la Frontera no reúne las condiciones recogidas en la Ley de Medidas para la Modernización del Gobierno Local, por lo que no existe una división oficial de la localidad en barrios y/o distritos. No obstante, puede dividirse en las siguientes barriadas.
Alameda I
Está situada en la parte más occidental de la localidad, al sur de la carretera A-360 y del paseo homónimo. Se trata de un sector residencial con una tipología arquitectónica basada en viviendas unifamiliares y zonas ajardinadas. Está delimitada por el paseo de la Alameda, la barriada El Llanete, el polígono industrial El Fontanal y la Carretera de Montellano.
Alameda II
La barriada Alameda II surgió como resultado del desarrollo urbanístico de la localidad durante el último cuarto del siglo XX. Está situada al norte de la barriada Alameda I, separada de esta por el paseo. La tipología arquitectónica es similar, a excepción de la zona conocida como La Paz, donde existen algunos bloques de pisos. En esta barriada se encuentra el Complejo Deportivo Alameda, la principal instalación deportiva de la localidad. La mayoría de sus calles tienen nombres de países de América Latina, siendo la vía principal de esta zona la avenida de la Hispanidad. Está delimitada por el paseo de la Alameda, la barriada de La Victoria y la avenida de la Alcoba.
Centro
Tal y como su nombre indica, esta zona se encuentra en el centro de la localidad y es el núcleo originario de Morón. En ella se encuentran las principales vías comerciales del municipio y el ayuntamiento, así como el mercado de abastos o la Iglesia de San Miguel. La morfología se caracteriza por calles estrechas de trazado morisco, que se adaptan topográficamente al terreno y una tipología de viviendas de estilo regionalista andaluz. Tradicionalmente se ha tratado de una barriada habitada por los estratos superiores de la sociedad moronera. Está delimitada por las barriadas El Llanete, La Victoria, Puerta Sevilla, Santa María y el monte sobre el que se halla el castillo árabe.
El Llanete
El Llanete es una barriada situada en la zona sur de Morón. Su nombre hace referencia al hecho de que fue edificada sobre un terreno llano localizado entre varios montes sobre los que se hallan las barriadas limítrofes. Sus calles siguen una trayectoria oeste-este, con una ligera elevación progresiva a medida que se acercan al castillo; el ejemplo más claro de este condicionante orográfico es la calle Jerez, que desde su inicio hasta que se cruza con la calle Calzadilla recibe el nombre de Jerez Baja, pero a partir de este cruce y hasta el inicio de la calle Capitán Cala es denominada Jerez Alta. El Llanete está delimitado por las barriadas Alameda I, La Victoria, Centro, Santa María y San Francisco.
El Pantano
La barriada de El Pantano surgió en los años 1950 como resultado de la aplicación de los Planes de Desarrollo de la dictadura de Francisco Franco. Está situado en la zona norte de la localidad, sobre un antiguo pantano desecado, de ahí su nombre. La tipología arquitectónica la componen casas de planta baja unifamiliares construidas en hilera en sentido norte-sur y las posteriores promociones de Viviendas de Protección Oficial (VPO) de 1960. El diseño urbanístico de la barriada se basa en el plano hipodámico, con cerca de cien calles y una decena de plazas, siendo su vía principal la calle Avenida del Pantano, anteriormente nombrada Coca de la Piñera, que la atraviesa transversalmente. La barriada está delimitada por la Colada Real de Osuna, la avenida de Pruna, el arroyo del Sillero y la antigua cantera de Borujas, actualmente reconvertida en zona verde.
Polígono industrial CEMGSA
Al oeste de El Pantano se concentran varios parques industriales, de la asociación de empresarios CEMGSA. Esta área ha sido tradicionalmente la zona industrial de Morón, al encontrarse en ella la antigua estación de ferrocarril. El polígono en sí se desarrolló a partir de 1970. Son en total cinco los parques dependientes de CEMGSA: Los Perales, Los Cipreses, Tejar de Carmona, La Estación y Bormujas. El área industrial está delimitada por el arroyo del Silero, la carretera de Arahal y las barriadas de Puerta Sevilla y La Victoria.
El Rancho
El Rancho es un polígono residencial ubicado entre las carreteras de La Puebla de Cazalla y Pruna, en la parte oriental de la localidad. Fue edificado entre los años 1975 y 1990 por promoción pública, aunque originalmente iba a ser un parque industrial. Su tipología arquitectónica está basada en fincas de pisos de hasta cuatro alturas, tal y como establece el Plan General de Ordenación Urbana (PGOU) de Morón de la Frontera. La barriada cuenta con una farmacia, un centro de salud, un colegio de educación primaria, un instituto de educación secundaria y un polideportivo, inaugurado en 1991. Limita al norte con El Pantano y al oeste con Puerta Sevilla.
San Francisco
La barriada de San Francisco es la más meridional de la localidad, su crecimiento está limitado debido a las condiciones orográficas de la zona. Al igual que otras barriadas, surgió como resultado del crecimiento demográfico que experimetó la localidad durante los años 1950. Debe su nombre a la iglesia situada en la zona, dedicada al patrón de los animales. Al sur de la barriada cabe destacar una zona de VPO conocida como La Milagrosa, cuyas calles tienen nombres de autores hispanoamericanos. Está delimitada por El Llanete, Santa María y el monte del castillo.
Santa María
Se trata de una de las barriadas más antiguas de la localidad sevillana. Presenta un entramado de callejuelas estrechas y un plano irregular, siendo sus edificios viviendas unifamiliares de estilo arquitectónico típico andaluz. Está situada en la zona este de la ciudad, separada del resto por el monte del castillo. Se trata de la barriada más pequeña de Morón, con dieciocho hectáreas.
La Victoria
La Victoria debe su nombre al templo situado en la barriada, dedicado a la advocación mariana homónima. Está situada sobre una colina y se pueden diferenciar dos zonas, una antigua localizada en torno a la iglesia y con un entramado vial irregular y una más moderna que sigue un plano radioconcéntrico tomando como referencia la plaza de Sor Ángela de la Cruz. Esta última zona es de reciente construcción —años 1990 y 2000— y la componen viviendas unifamiliares adosadas. La barriada de La Victoria limita con Alameda II, El Llanete, Centro, Puerta Sevilla y los polígonos de CEMGSA.

#### Urbanismo
La pertenencia de Morón durante años a la frontera afecta de manera importante a su estructura urbana. Siendo una fortaleza defensiva, sus primeras calles se construyen junto al castillo —situado en una roca en el lomo de un monte— y a la antigua mezquita, dentro del recinto amurallado; se trata del actual casco antiguo de la ciudad, un laberinto caótico de calles entrelazadas y estrechas, alrededor de las murallas. Tras la reconquista, la población va creciendo y la expansión inicial se produce fuera del recinto amurallado durante los siglos XVI y XVII, siendo la barriada de Santa María el primer barrio extramuros. El núcleo urbano tiene que ir ajustándote a la fisonomía del terreno, alternando importantes núcleos rocosos con llanuras. A partir del siglo XX, se produce el ensanche hacia la parte oeste en torno a la carretera de Sevilla y hacia el norte, adaptándose a terrenos más llanos. Se comienza la construcción de grandes avenidas.
El instrumento para el planteamiento de la normativa urbanística en Morón de la Frontera es el Plan General de Ordenación Urbana (PGOU). Fue aprobado en 1982, y posteriormente renovado en 2009. El plan consta de diez puntos principales a trabajar durante el período de ejecución del mismo, que por norma general suele durar de doce a quince años. Los diez puntos en los que se basa el plan son los siguientes:

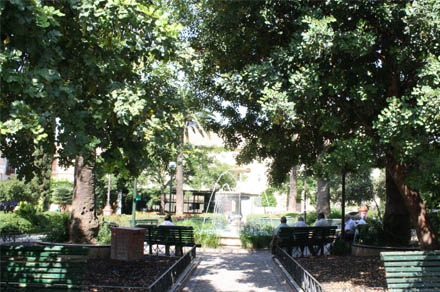
Jardines de la Carrera

1. Unos adecuados estándares dotacionales, es decir, que los equipamientos públicos (zonas verdes, colegios, espacios de ocio, zonas deportivas, etc) estén bien ubicados y cuenten con los metros cuadrados adecuados a la población que los usará.
2. La coherente configuración de la red de espacios libres. El presente Plan establece una clasificación más ajustada a la realidad y proporciona los medios de gestión para que el ayuntamiento pueda obtener y ejecutar estos espacios libres. Esto supone una garantía con respecto al planeamiento vigente, que clasificó un número importante de piezas como Espacios Libres, pero se olvidó de dotar al Ayuntamiento de la forma de obtenerlo durante estos 30 años, es decir, preveía metros cuadrados de zona verde sobre el papel, pero sin tener una materialización real.
3. La mejora de los niveles de urbanización y del medio ambiente urbano.
4. Garantizar la conservación del patrimonio histórico, artístico y cultural.
5. Promover las condiciones para que todos puedan acceder a una vivienda digna.
6. El establecimiento de mecanismos que garanticen el incremento de los servicios, valorando y dimensionamiento, en su justa medida, el crecimiento urbano y la implantación de infraestructuras, en coherencia con las necesidades reales.
7. La racionalización del consumo de los recursos y la disminución de la producción de residuos.
8. La preservación del proceso urbanizador de terrenos tales como los colindantes con el dominio público natural precisos para asegurar su integridad, aquellos en los que concurran valores naturales, históricos, culturales, paisajísticos, etc.
9. Establecimiento de las condiciones necesarias para la regularización de los asentamientos marginales.
10. Mejora de la red de tráfico, aparcamientos y sistemas de transporte.

Plan General de Ordenación Urbana. 16 de julio de 2009. Ayuntamiento de Morón de la Frontera

#### Principales vías
El plano callejero de Morón de la Frontera presenta una estructura radial, algo disimulada debido a la variedad de planos urbanos existentes en las distintas barriadas. La ciudad cuenta con un eje concéntrico que la circunvala atravesando la zona industrial del norte de la localidad. Los nombres de las calles que conforman esta ronda son: Trinidad, Pilar y Borujas. La ronda no circunvala la zona sur debido a la baja densidad de población y circulación así como las dificultades orográficas. Las vías radiales son las prolongaciones urbanas de las carreteras que unen Morón con otras poblaciones, como Sevilla, Alcalá de Guadaíra, Montellano, Coripe, Pruna, Osuna, Marchena y Arahal. Son vías radiales el paseo de la Alameda, las avenidas de la Mancera y de la Asunción y las calles Arrecife, Coca de la Piñera, Espíritu Santo, Fuensanta, Lara, Lobato, Pozo de Sevilla, Prueba, Puerta Sevilla, Sagasta, San José y San Roque. En último lugar, las principales calles del casco antiguo de Morón son la calle Corredera, la calle Luis Daoíz, la calle Nueva, la calle Pozo Nuevo y la calle San Miguel.

#### Parques y jardines
La ciudad de Morón de la Frontera ha recuperado para uso público la mayoría de jardines y zonas verdes del término municipal, configurando un entramado importante de zonas verdes para el disfrute de todos los ciudadanos y que constituyan un pulmón verde para la ciudad. Los parques públicos más importantes de la ciudad son los siguientes:
- Jardines de La Carrera[73] En el centro también podemos encontrar los Jardines de la Carrera, los cuales el 22 de febrero de 2013 eran inaugurados, tras la remodelación que se realizó por parte del Ayuntamiento de Morón.
- Jardines de La Alameda[74]
- Parque de Borujas[67]
- Parque Cantera de Canillas[75]
- Parque La Huerta del Hospital[76]
- Parque El Castillo[77][Nota 3]

## Servicios
Para atender las necesidades domésticas y económicas, se suministran en el municipio diversos servicios públicos de tipo energético y ambiental.

### Energía
El suministro energético a la ciudad de Morón de la Frontera se rige por las directrices establecidas en el Plan Energético de Andalucía, aprobado en el año 2003.

#### Electricidad
Morón de la Frontera se encuentra alimentada mediante la red de transporte con tensiones de 400 y 220 kV establecidas para atender el suministro eléctrico de la provincia de Sevilla. Los nudos eléctricos correspondientes tienen conexiones con las áreas de Extremadura, Campo de Gibraltar y Bahía de Cádiz, así como con las provincias de Huelva y Córdoba. Del transporte de la energía eléctrica por todo el territorio nacional se ocupa en régimen de monopolio la empresa Red Eléctrica de España. La distribución de la electricidad en Morón la realiza Endesa-Distribución, del grupo Endesa, que absorbió a Sevillana de Electricidad en los años 1990. El consumo total de electricidad en 2010 fue de 118 978 kWh, de los cuales 47 740 kWh corresponden al uso residencial.
En lo que a energía renovable se refiere, no existen instalaciones de energía eólica, pero sí hay varias viviendas unifamiliares con instalaciones de energía solar. Además de los receptores particulares, en 2011 se inició la construcción de una central termosolar en el municipio, que entró en funcionamiento a finales de 2013. La planta cuenta con una capacidad nominal de 50 megavatios, una superficie de 510 020 m cuadrados, aproximadamente, y cuenta con una vida útil no inferior a 25 años.

#### Carburantes
La localidad se abastece de combustibles derivados del petróleo —gasolina y gasóleo— desde las instalaciones de almacenamiento que la Compañía Logística de Hidrocarburos (CLH) posee en Sevilla. CLH tiene concertados contratos de servicios logísticos para la utilización de sus instalaciones con la mayor parte de los operadores que actúan en España. El combustible que se almacena y distribuye en las instalaciones de Sevilla proviene básicamente de la refinería de petróleo ubicada en el Polo Químico de Huelva, con la cual se conecta a través de un oleoducto. Para el suministro de los combustibles necesarios para los medios de transporte existen seis gasolineras en el municipio, cinco de ellas en el núcleo urbano.

#### Gas natural
El gas natural que se consume en Morón proviene principalmente de Argelia y en pequeña proporción de los yacimientos de las provincias de Huelva y Sevilla. Es transportado primero por una red básica en alta presión responsabilidad de Enagás y a continuación se distribuye a viviendas e industrias por las instalaciones de Repsol-Gas Andalucía. El consumo de gas natural se ha ido incrementando a medida que se han ido construyendo las redes de distribución a las viviendas. Morón de la Frontera cuenta con suministro de gas natural desde el año 2003.

### Agua potable y residual

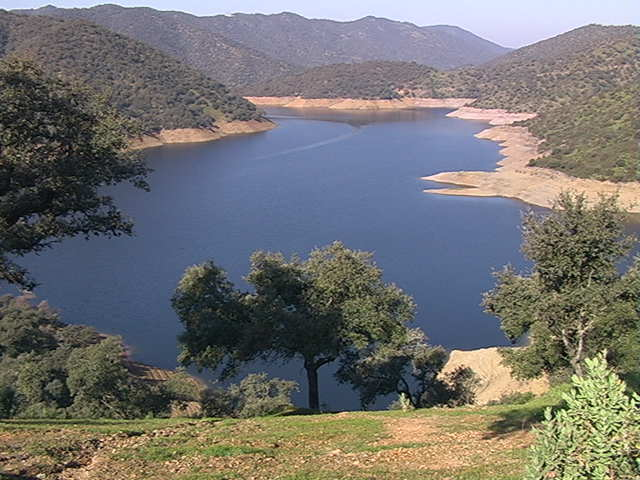
Embalse de Bembézar, de donde procede la mayor parte del agua potable de Morón

El abastecimiento de agua potable, alcantarillado y depuración de las aguas residuales en Morón lo realiza el Consorcio de Abastecimiento y Saneamiento de Aguas Plan Écija, creada como empresa municipal por el Ayuntamiento de Écija en 1966, que desde 1975 gestiona el tratamiento de agua y saneamiento de forma mancomunada con varias poblaciones de la provincia.
El agua que suministra el consorcio está embalsada en varios pantanos situados en la provincia de Córdoba, correspondientes a la cuenca del río Guadalquivir:
- Embalse de Bembézar: 342 hm³
- Embalse de Retortillo: 61 hm³

La depuración de aguas residuales se realiza en las estaciones de depuración de aguas residuales (EDAR), donde se elimina la contaminación del agua para su devolución al medio ambiente en condiciones adecuadas. La EDAR que depura las aguas recibe el nombre del municipio.

### Residuos urbanos
La gestión de los residuos sólidos urbanos de Morón la realiza la empresa Urbaser, cuyo objetivo es la eliminación y recogida de los desechos y residuos sólidos urbanos generados en el municipio. Esta empresa tiene instalados varios puntos ecológicos con tres tipos de contenedores para el reciclaje de los residuos que se distinguen por su color: verde para vidrio; azul para papel y cartón; y amarillo para envases metálicos, plásticos, tetrabriks. También cuenta con un punto limpio en el cual hay varios contenedores para el reciclaje de otros productos como aceite, chatarra electrónica, baterías o pilas.

### Abastecimiento
El municipio tiene una buena red de establecimientos comerciales dedicados a la alimentación de tamaño y gestión diferentes, desde hipermercados hasta pequeñas tiendas tradicionales de alimentación, pasando por varios supermercados. El abastecimiento a estos establecimientos lo hacen mediante camiones de reparto procedentes de almacenes mayoristas y en ocasiones son los mismos tenderos y hosteleros quienes se desplazan con sus vehículos a las instalaciones de Mercasevilla, distante sesenta kilómetros de Morón, para adquirir los productos perecederos que venden.

### Educación
La infraestructura educativa en Morón de la Frontera consta de dos colegios públicos del Primer ciclo de Preescolar, ocho centros de Educación Primaria donde también se imparte el segundo ciclo de Preescolar y tres institutos de Educación Secundaria donde además de la Educación Secundaria Obligatoria (ESO) los jóvenes pueden cursar bachillerato o ciclos de formación. También existen en la localidad dos centros privados con concierto de la Consejería de Educación. Como educación no reglada figura la que se imparte en el centro cívico a distintos colectivos. No hay instalaciones universitarias en la localidad.
| Tipo de centro                            | Nombre                                 | Ubicación                      |
| ----------------------------------------- | -------------------------------------- | ------------------------------ |
| Escuela infantil                          | El Olivo                               | Calle Villaud, 4               |
| Escuela infantil                          | Santo Ángel                            | Plaza de San Francisco, s/n    |
| Colegios de educación fnfantil y primaria | Antonio Machado                        | Polígono El Rancho, s/n        |
| Colegios de educación fnfantil y primaria | El Castillo                            | Calle Bosque, 3                |
| Colegios de educación fnfantil y primaria | Fernando Villalón                      | Calle Málaga, s/n              |
| Colegios de educación fnfantil y primaria | El Llanete                             | Calle Fuente Nueva, 22         |
| Colegios de educación fnfantil y primaria | María Auxiliadora                      | Calle Salamanca, s/n           |
| Colegios de educación fnfantil y primaria | Padre Manjón                           | Calle Molino Laprieta, s/n     |
| Colegios de educación fnfantil y primaria | Los Grupos                             | Calle Fray Diego de Cádiz, 142 |
| Colegios de educación fnfantil y primaria | Reina Sofía                            | Avenida de Mancera, 12         |
| Institutos de educación secundaria        | Fray Bartolomé de las Casas            | Paseo de la Alameda, s/n       |
| Institutos de educación secundaria        | Fuente Nueva                           | Calle Fuente Nueva, 18         |
| Institutos de educación secundaria        | Profesor Juan Antonio Carrillo Salcedo | Calle Cervantes, s/n           |
| Centros privados concertados              | La Inmaculada                          | Calle San Miguel, 18           |
| Centros privados concertados              | San Juan Bosco                         | Calle Marquesa de Sales, 2     |

### Sanidad

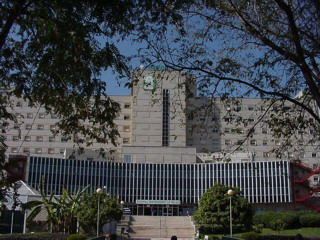
El distrito sanitario Sevilla Sur, al cual pertenece Morón, está adscrito al Hospital Virgen de Valme de Sevilla

Morón pertenece al distrito sanitario de Sevilla Sur y cuenta con dos centros de salud gestionados por el Servicio Andaluz de Salud (SAS), situados en los barrios de El Rancho y San Francisco. Para las especialidades médicas y hospitalarias se derivan los pacientes al hospital Virgen de Valme de Sevilla o en otros casos al hospital Virgen del Rocío. Para dispensar los medicamentos necesarios para la población existen hasta nueve farmacias en la localidad.
Desde la Delegación de Sanidad del Ayuntamiento se desarrollan iniciativas y campañas de prevención y promoción de la salud, así como proyectos de mejora de la calidad de vida de la comunidad.

### Servicios sociales
El Ayuntamiento de Morón de la Frontera dispone de un Área de Servicios Sociales que presta ayuda y asesoramiento a los colectivos y personas más necesitadas y fomenta la igualdad entre ciudadanos y el desarrollo integral de estos. Se encarga también de paliar el déficit social de los colectivos más desfavorecidos, mejorar su integración social y calidad de vida, y prestar ayuda en situaciones de emergencia social.

### Seguridad ciudadana
La dotación de Policía Local y la de Guardia Civil, soluciona todos los problemas de pequeña delincuencia que pueda haber y de mantener el orden en las aglomeraciones de personas que se producen en las festividades más señaladas. La Policía local tiene su comisaría situada en la avenida del Pilar. El Cuartel de la Guardia Civil se encuentra en el paseo de la Alameda. La localidad cuenta también con una oficina de la Policía Nacional destinada a la expedición del Documento Nacional de Identidad (DNI), situada en la calle de la Carrera.
Para la lucha contra el fuego en viviendas, pastos o forestales, rescate de personas y animales, accidentes de tráfico, emergencias por mercancías peligrosas, desinfección de edificios públicos por el COVID-19 o incidencias menores como incendio de contenedores, vertido de aceite en la calzada, etc., en Morón se dispone de un parque de bomberos localizado en la avenida de la Cal, con el mantenimiento y financiación de la Diputación de Sevilla. Carece de cuerpo de protección civil, aunque en mayo de 2012 se solicitó su creación en el pleno municipal.

### Transporte y comunicaciones
| Tipo de vehículo      | Cantidad |
| --------------------- | -------- |
| Automóviles           | 12 284   |
| Camiones y furgonetas | 2180     |
| Otros vehículos       | 5438     |
| Total                 | 19 902   |

Muchos de los residentes en Morón se trasladan diariamente a la capital y otras localidades de la comarca a realizar sus tareas profesionales. El medio de transporte más utilizado es el automóvil privado.
La regulación del tráfico rodado y peatonal en la ciudad así como los usos generales de las vías urbanas son competencia local dentro de los límites marcados por la Junta de Andalucía. Esta regulación se lleva a cabo mediante la Ordenanza Municipal Reguladora de Tráfico, en la que se regulan los usos de las vías, las velocidades de los vehículos y los horarios y zonas establecidas para la carga y descarga de mercancías en la ciudad. Es por ello competencia de la Delegación de Tráfico garantizar el correcto movimiento de vehículos a través de la ciudad, mantener las señalizaciones así como garantizar la existencia de estacionamientos. Las actuaciones privadas en las carreteras de la ciudad como la solicitud de plazas de aparcamiento para minusválidos o la ocupación de las vías por obras o vehículos pesados deben contar con una autorización expedida por la Delegación de Tráfico.
Morón de la Frontera cuenta con un parque automovilístico extenso con un ratio de 0,69 vehículos por habitante. La variación total de vehículos de motor entre 2001 y 2011 fue de 69,3 %. En 2011, con 19 902 vehículos, era el décimo parque automovilístico en tamaño de la provincia, por detrás de Sevilla, Dos Hermanas, Alcalá de Guadaíra, Utrera, Lebrija, Mairena del Aljarafe, Écija, Los Palacios y Villafranca y La Rinconada.

#### Carreteras
| Identificador | Denominación                        | Itinerario                                                                                        | Red                | Longitud (km) |
| ------------- | ----------------------------------- | ------------------------------------------------------------------------------------------------- | ------------------ | ------------- |
| A-360         | Carretera Alcalá - Morón            | Alcalá de Guadaíra - Morón de la Frontera                                                         | Red Intercomarcal  | 45            |
| A-361         | Carretera Montepalacio - Montellano | Autovía de Andalucía (cerca de Marchena) - Morón de la Frontera - Montellano                      | Red Intercomarcal  | 38            |
| A-363         | Carretera Morón - Olvera            | Morón de la Frontera - Pruna - Olvera                                                             | Red Intercomarcal  | 21,8          |
| A-406         | Carretera Morón - Sierra de Yeguas  | Morón de la Frontera - Villanueva de San Juan - El Saucejo - Martín de la Jara - Sierra de Yeguas | Red Intercomarcal  | 65,5          |
| A-8125        | Carretera Arahal - Morón            | Arahal - Morón de la Frontera                                                                     | Red Complementaria | 16,7          |
| A-8126        | Carretera Morón - Algodonales.      | Morón de la Frontera - Coripe - Algodonales                                                       | Red Complementaria | 27,6          |
| SE-5206       | Carretera Morón - El Coronil        | Morón de la Frontera - El Coronil                                                                 | Red Provincial     | 12            |
| SE-7404       | Carretera Morón - La Puebla         | Morón de la Frontera - La Puebla de Cazalla                                                       | Red Provincial     | 17            |

#### Distancias
La siguiente tabla muestra las distancias entre Morón y otras localidades, incluyendo algunas de las principales ciudades españolas y varias capitales de provincia de Andalucía.
| Capitales españolas | Distancia (km) | Capitales andaluzas | Distancia (km) | Ciudades              | Distancia (km) | Pueblos              | Distancia (km) |
| ------------------- | -------------- | ------------------- | -------------- | --------------------- | -------------- | -------------------- | -------------- |
| Madrid              | 601            | Sevilla             | 58             | Osuna                 | 42             | Marchena             | 25             |
| Barcelona           | 974            | Málaga              | 166            | Sanlúcar de Barrameda | 118            | Pruna                | 31             |
| Valencia            | 725            | Granada             | 209            | Écija                 | 65             | Lebrija              | 82             |
| Zaragoza            | 827            | Cádiz               | 141            | Antequera             | 109            | Cazalla de la Sierra | 122            |
| Bilbao              | 910            | Huelva              | 162            | Puente Genil          | 80             | Espartinas           | 85             |
| Palma de Mallorca   | 880            | Córdoba             | 119            | Jerez de la Frontera  | 108            | Lora del Río         | 70             |

#### Autobuses
El municipio cuenta con una estación de autobús. La línea de autobuses Morón de la Frontera-Sevilla, de Damas S.A., tiene parada en ella:

#### Ferrocarril
La línea Sevilla-Osuna fue inaugurada el 17 de abril de 1875. Esta línea, perteneciente a la Compañía de los Ferrocarriles Andaluces, contaba con una estación en la localidad que prestaba servicio desde 1864. En 1936 la empresa quebró y en 1941 la administración de la infraestructura pasó a manos de RENFE. La empresa estatal ordenó el cierre del tramo Utrera-Osuna en 1967, aunque las vías no fueron levantadas hasta 1999. La estación estaba situada en la zona norte, cerca de la Carretera de Arahal, el edificio ha sido reconvertido en el centro de formación municipal «La estación».
Sin embargo, en 2011 varios municipios de la Campiña y la Sierra Sur propusieron la creación de la sexta línea de cercanías de la capital andaluza, entre Sevilla y Osuna, pasando por Morón entre otros municipios. Los argumentos dados por los distintos ayuntamientos para la reapertura de la línea fueron el bajo coste de su construcción, puesto que ya existe un trazado previo, la mejora de los accesos a las universidades sevillanas y a los distintos centros sanitarios así como la reducción del uso de vehículo privado por parte de todos aquellos que se trasladan diariamente a la capital u otro municipio por motivos laborales.

#### Transporte aéreo

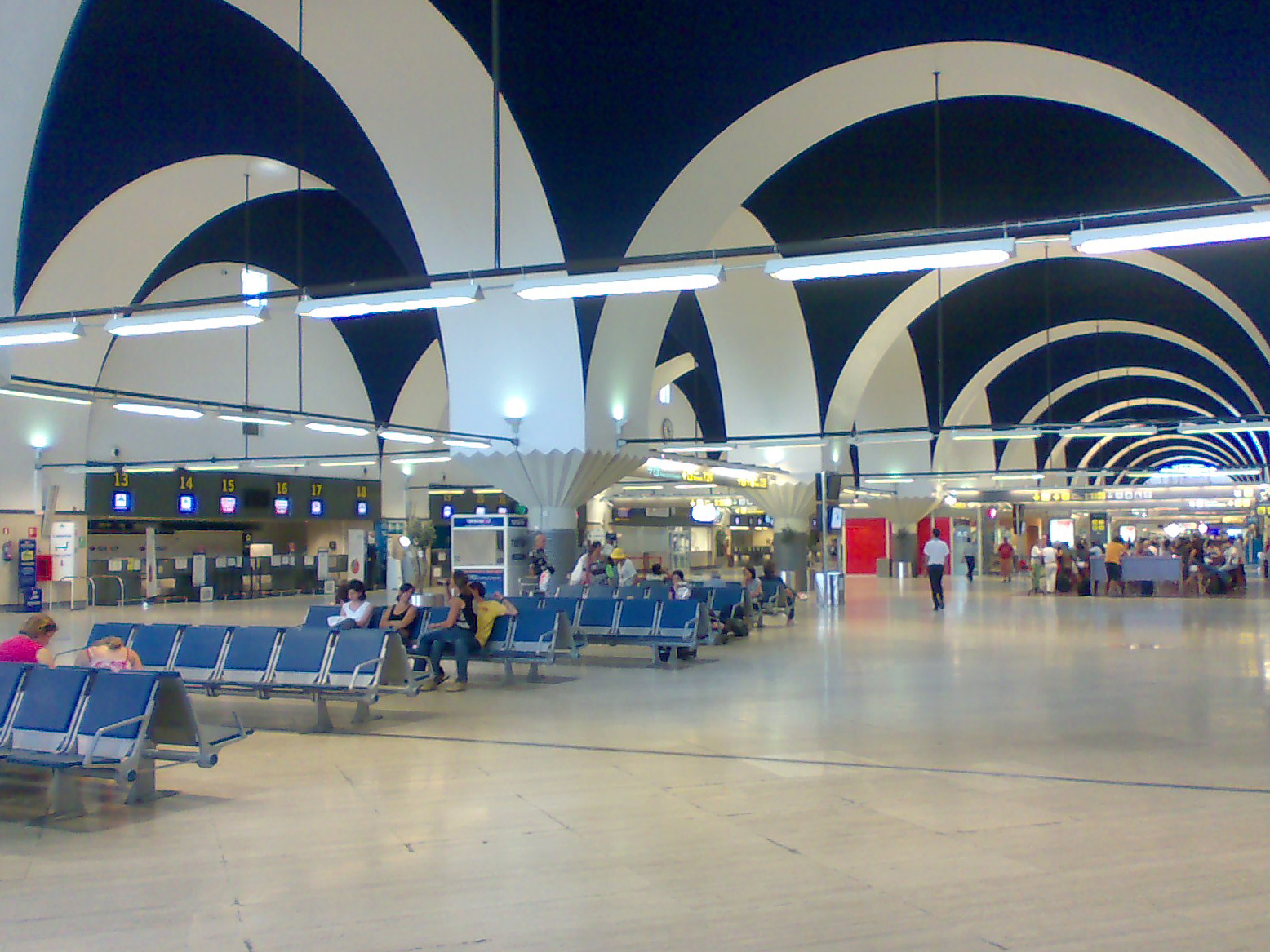
Aeropuerto de Sevilla

A unos sesenta kilómetros de Morón de la Frontera, y comunicado por autopista, se encuentra el aeropuerto de Sevilla, conocido como aeropuerto de Sevilla-San Pablo. Su última remodelación y ampliación se realizó en 1992 con motivo de la Exposición Universal de Sevilla, con la construcción de un nuevo terminal diseñado por el arquitecto Rafael Moneo, la ampliación de la plataforma de estacionamiento de aeronaves, la ejecución de un nuevo acceso desde la carretera nacional N-IV y la edificación de una nueva torre de control al sur de la pista.
El aeropuerto de Sevilla sirve a un tráfico principalmente nacional (66,5 %), así como conexiones internacionales.
Según las estadísticas de Aena, gestora del aeropuerto, en 2011 Sevilla-San Pablo movió 4 959 365 pasajeros, 56 021 operaciones y 5126 toneladas de carga. Según los índices de tráfico, el aeropuerto de Sevilla-San Pablo puede compararse con varios aeropuertos de ciudades grandes que juegan un papel de secundarios y que son frecuentados en su mayoría por aerolíneas de bajo coste.

## Patrimonio

### Arquitectura religiosa
Iglesia de San Miguel

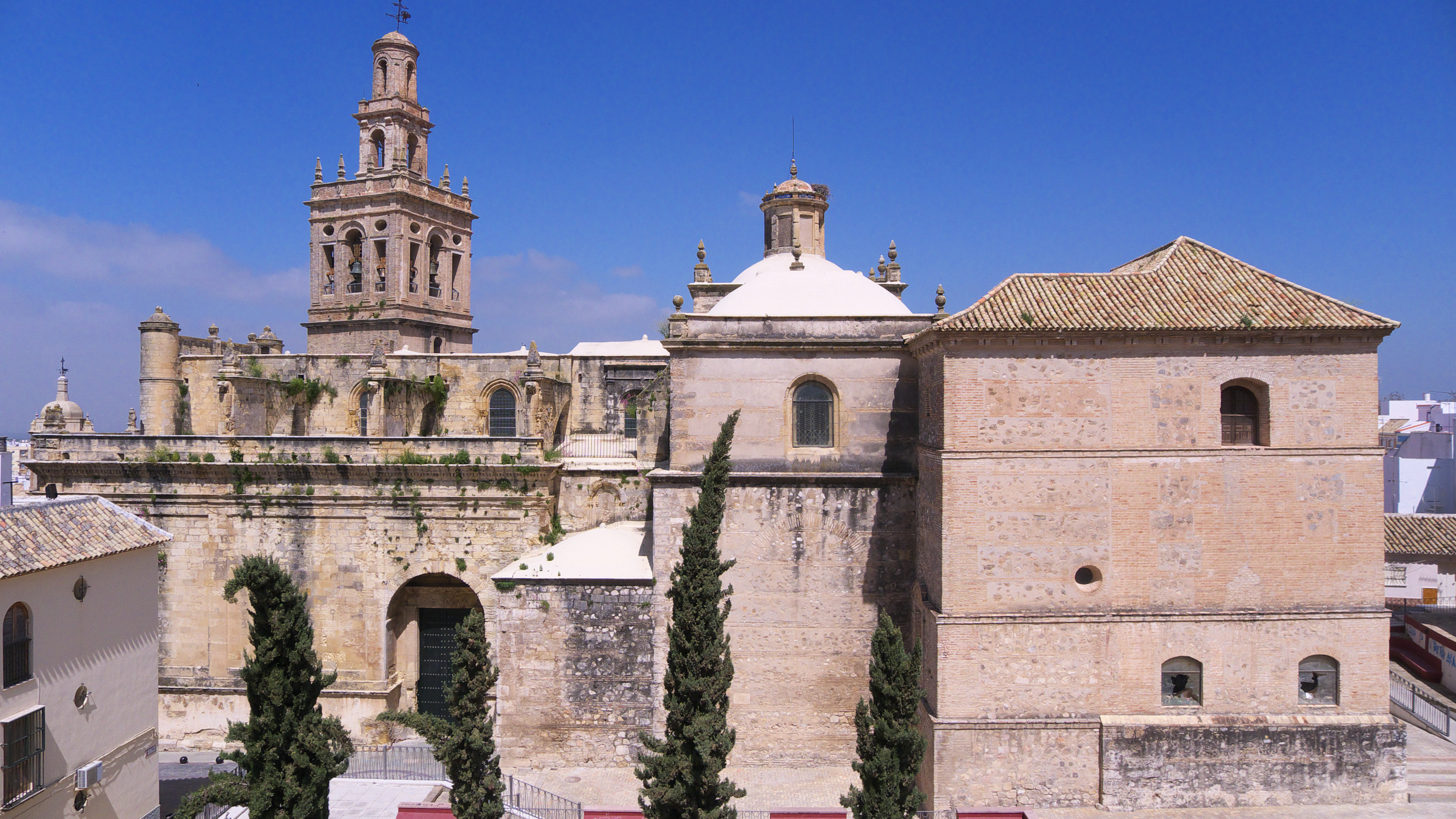
Iglesia de San Miguel. Recibe el sobrenombre de la catedral de la Sierra Sur

Declarada Bien de Interés Cultural, la Iglesia de San Miguel fue construida sobre las ruinas de una mezquita. Su proceso constructivo fue largo; se inició en 1506, dividiéndose en cuatro fases que concluyeron en 1730, por lo que incluye diversos estilos artísticos como el gótico tardío, el renacentista o el barroco. En total fueron once los arquitectos que intervinieron en el proceso, entre los que destacan Lorenzo de Oviedo y Diego de Riaño. Tiene planta de salón, dividida en tres naves con capillas laterales que albergan seis retablos, destacando la Capilla Mayor y la Sacramental, que consta de un sagrario de plata. La torre campanario data del siglo XVII y fue edificada sobre un antiguo minarete almohade, su diseño imita a la Giralda de Sevilla, tiene cuatro cuerpos y una altura de 47 m.
Hospital de San Juan de Dios
Se trata de una antigua institución hospitalaria que se convirtió en convento en el siglo XV, por lo que es el edificio religioso más antiguo del municipio. Originalmente fue ocupado por la Orden de San Juan de Dios, una figura del santo hospitalario preside la portada principal. En el interior del templo destaca el Retablo Mayor del siglo XIX y la escultura de Santa Ana enseñando a leer a la virgen, realizada por José Montes de Oca en madera estofada y policromada en el siglo XVII. Desde 1900 es un centro de enseñanza a cargo de la Orden de la Inmaculada Concepción.

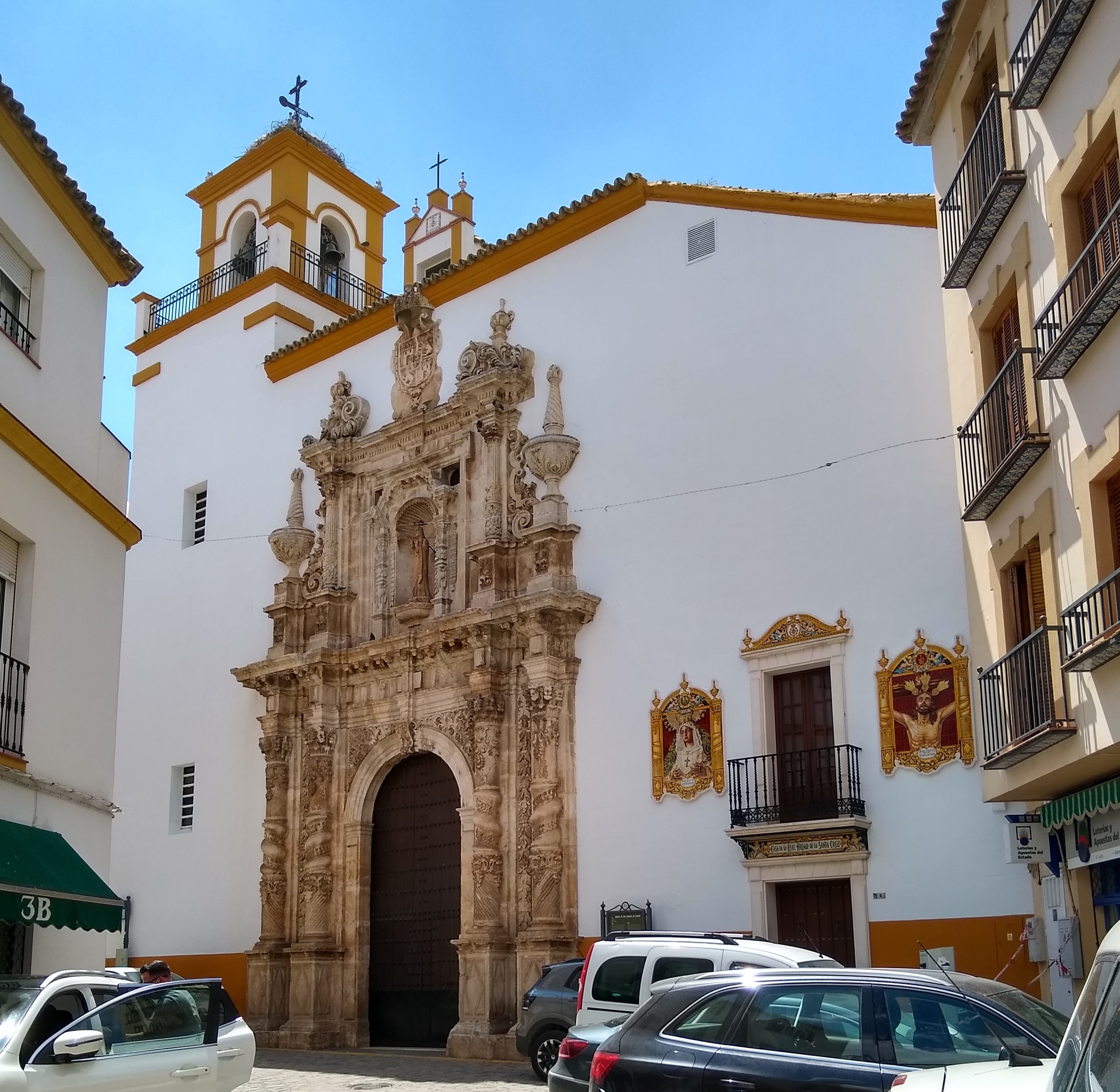
Iglesia de San Ignacio de Loyola
La Iglesia de San Ignacio de Loyola, conocida como La Compañía por edificarla los frailes de la Compañía de Jesús en el siglo XVII, es un templo barroco de una sola nave. La portada contiene el escudo de Castilla y León así como la imagen del Sagrado Corazón de Jesús. En su interior destacan los cinco retablos elaborados en madera de borne y una colección pictórica con escenas de la vida de la Vigen María, obra del flamenco Pieter van Lint. Es la sede de la Hermandad de Santa Cruz y alberga un museo con objetos de la misma.
Iglesia de la Victoria

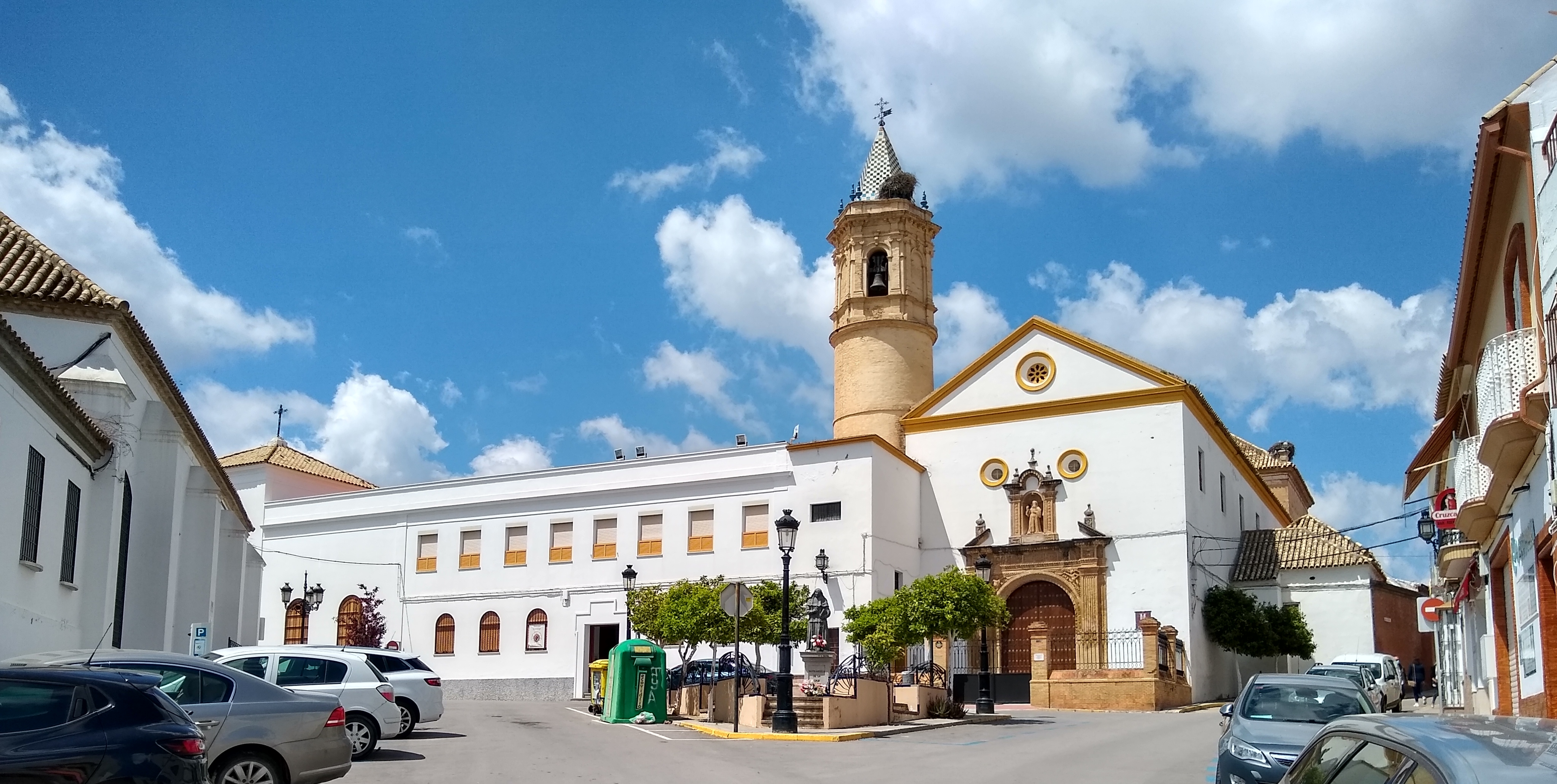
Plaza de Santa Ángela de la Cruz, con la Iglesia de la Victoria al fondo

Situada en la barriada homónima, data del siglo XVII. Fue la iglesia del Convento de San Sebastián, de la Orden de los Mínimos de San Francisco de Paula. Exteriormente cuenta con una portada de cantería con una imagen de San Francisco de Paula, una torre campanario hecha de ladrillo con un primer cuerpo cilíndrico, un segundo cuerpo octogonal y un chapitel piramidal. Está cubierto por un tejado a doble vertiente y la fachada principal está presidida por un frontón, en cuyo interior hay un óculo. En el interior destaca el Retablo Mayor, de nueve metros de altura, que contiene una imagen de la Virgen de la Victoria y otra de Jesús crucificado. Destaca además el Cristo Yacente, obra del escultor Luis Peña, y la cubierta del presbiterio de estilo mudéjar.
Convento de Santa Clara
La capilla del convento de Santa Clara data del siglo XVIII y presta servicio a la comunidad de clausura de las clarisas. Se accede a través del muro de la epístola, que cuenta con dos portadas casi idénticas. Destacan la cúpula, cubierta con frescos de santos franciscanos, el crucificado del Retablo Mayor, obra de Pablo de Rojas, y los lienzos de la Inmaculada, del siglo XIX. En 2012 está siendo habilitada una de las salas del convento, que será el futuro Museo de la Ciudad de Morón.
Iglesia de San Francisco de Asís
Construida en el siglo XVI, tiene portada clásica, nave de planta rectangular, cuatro capillas y Retablo Mayor del siglo XVIII. Destacan las esculturas de la Virgen de las Aguas y el Cristo de la Oración en el Huerto, ambas del siglo XVII. Sede de la Hermandad de San Francisco, su edificio conventual es hospital desde 1895. Consta de un patio cuadrangular, arcos de medio punto, cubiertas de teja árabe y una escalera imperial. Todo el conjunto es Bien de Interés Cultural.
Iglesia de la Merced
La iglesia de la Merced fue edificada en el siglo XVII por la Orden de los Mercedarios Descalzos. Cuenta con planta de cruz latina con una sola nave, la portada está cubierta por una imagen de la Virgen de la Merced. En el interior destacan algunas obras escultóricas como La Virgen de la Merced y el Niño Jesús, ambas en el Retablo Mayor, así como la Virgen Dolorosa o la Sagrada Familia, del siglo XVII. Es sede de la Hermandad del Calvario.

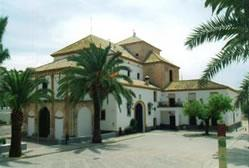
Ermita de Nuestro Padre Jesús de la Cañada
Situado en la barriada de Santa María, consiste en un enorme edificio del siglo XIX de cantería, ladrillo y mampostería, que ha sido restaurado posteriormente. Tiene planta de cruz latina, una sola nave y su Retablo Mayor, de estilo neobarroco y realizado en jaspe, lo preside la imagen que da nombre al templo, esculpida por Castillo Lastrucci en 1940. A la izquierda del crucero se sitúa la Virgen de los Dolores, sobre los pies de la nace, el coro con columnas del mármol y en el lado del Evangelio, un mausoleo renacentista donde reposan Antonio Ponce de León y Lencastre, I duque de Baños, y su esposa. La hermandad propietaria de la ermita dispone de un museo de cofradía además de otras dependencias.
Monasterio de Santa María
Perteneciente a la Orden de San Jerónimo, se ubica desde 1943 en la calle Corredera, después de que el original fuera destruido. De su capilla rectangular destaca el Retablo Mayor con una imagen de la Virgen de la Asunción del siglo XVI, un lienzo del milagro de los panes y los peces y un pequeño crucificado, ambos del siglo XVII.
Iglesia de María Auxiliadora
La iglesia de María Auxiliadora está integrada en el edificio del colegio de los Salesianos (San Juan Bosco) y data de 1944. Tiene una simple portada formada por un marco adintelado y rematada por una espadaña. Su interior, una amplia nave rectangular, consta de cúpula sobre el presbiterio que preside una imagen de María Auxiliadora en camarín y a los pies de la nave destacan las imágenes del Cristo de la Buena Muerte y de la Virgen de la Amargura, realizadas por el imaginero Rafael Barbero en 1946.
Iglesia de San José
La iglesia de San José está situada en la barriada de El Pantano y fue edificada en los años 1950. Se caracteriza por sus blancos muros y por ser algo sobria respecto a otros templos de la localidad.

### Arquitectura civil
Castillo árabe

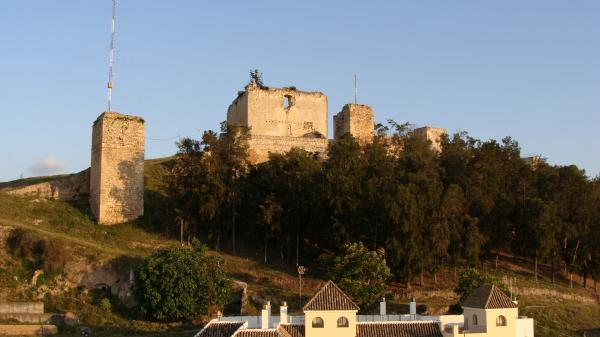
Castillo árabe de Morón

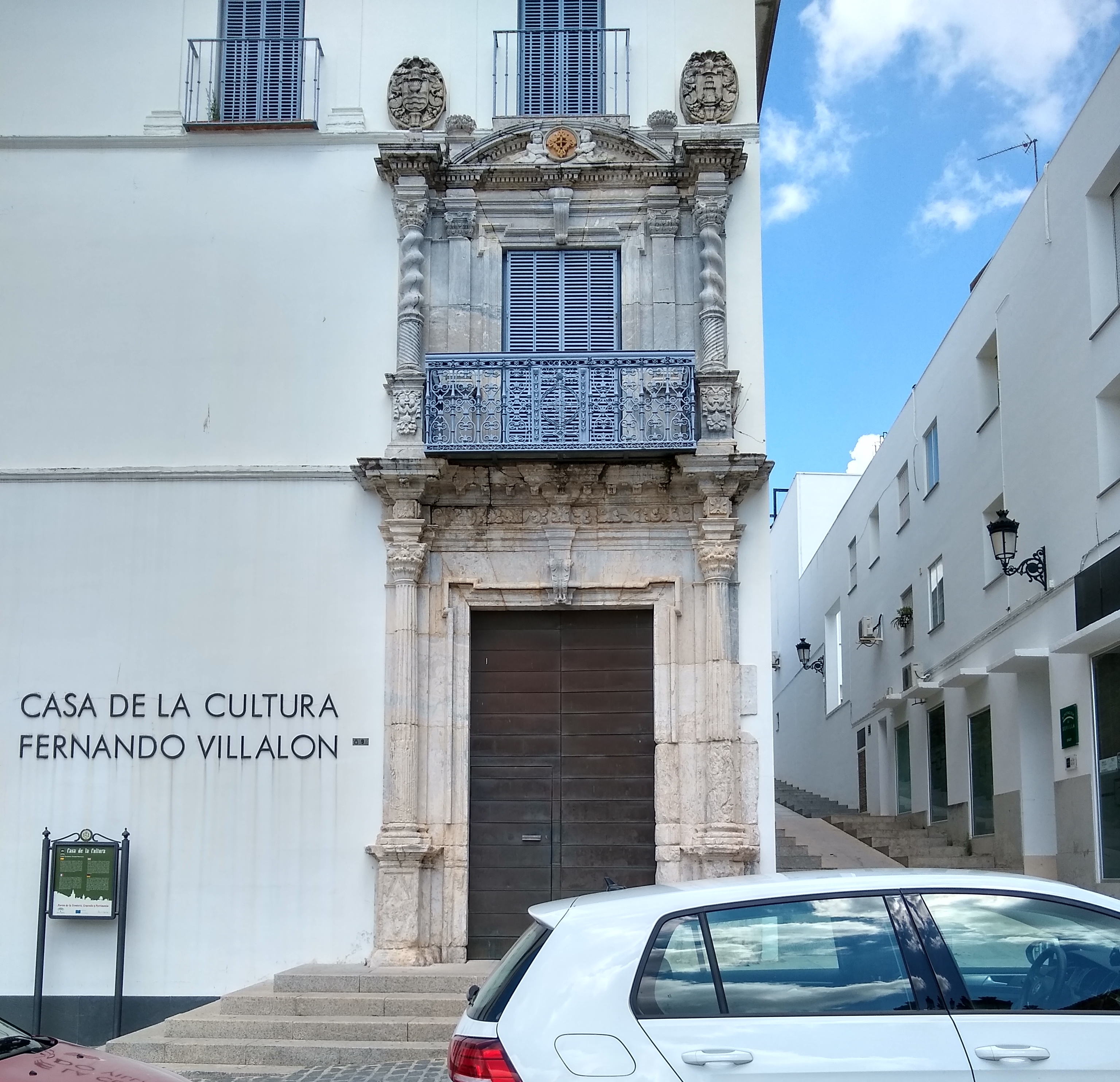
Casa de la Cultura Fernando Villalón

Es el vestigio arquitectónico más antiguo que posee Morón de la Frontera. Fue edificado durante la dominación musulmana de la península ibérica y posteriormente transformado por los duques de Osuna en fortaleza palacio entre los siglos XV y XVI. El castillo, declarado Bien de Interés Cultural, está rodeado por un bosque de casuarinas y situado sobre la colina más alta de la ciudad, por lo que se trata del mejor mirador de Morón. El edificio, construido en mampostería, tapial y cantería, mantiene su estructura de alcazaba.
Ayuntamiento
La Casa Consistorial de Morón de la Frontera tiene más de cuatro siglos, ya que el primer edificio data de 1593. Fue reformado en 1878, cuando fueron añadidas las galerías altas, las dependencias de la alcaldía, el salón de plenos y la facha principal, de estilo neoclásico, cuyo templete alberga un reloj muy similar al de la Puerta del Sol de Madrid. En él se halla un Libro de Actas Capitulares del siglo XV, el más antiguo de Andalucía y el tercero de España.
Casa de la Cultura
La Casa de la Cultura de Morón de la Frontera es un palacete que fue construido en 1735 por los marqueses de Pilares. Ha sido residencia de nobles como los condes de Daoíz, los de Miraflores y del poeta de la Generación del 27 Fernando Villalón. Destaca la portada plateresca, con elementos decorativos como el escudo de la Orden de Calatrava, a la que pertenecieron sus primeros habitantes, sus blasones o su balcón forjado. Llama la atención su patio principal, porticado con doble arcada y columnas de jaspe rojo, escalinata y cúpula labrada en yesería. Fue declarada Bien de Interés Cultural e inaugurada como Casa de la Cultura y sede de la Fundación Fernando Villalón en el año 2000.
Biblioteca municipal Cristóbal Bermúdez Plata
Popularmente conocida como la Casa del Agua, se trata de un antiguo palacete de principios del siglo XIX que fue reconvertido en biblioteca. Consta de 500 metros cuadrados divididos en dos plantas. Fue inaugurada como biblioteca en 1991, aunque ya funcionaba como tal desde 1969.
Plaza de toros
La plaza de toros de Morón está situada en el paseo de la Alameda. Es propiedad del empresario Manuel Morilla, quien ocupó la alcaldía entre 2003 y 2011. Las obras se iniciaron el 19 de octubre de 2000, con un presupuesto de 240 millones de pesetas —cerca de 1,5 millones de euros—, y fue inaugurada el 10 de marzo de 2001 con una corrida en la que participaron los toreros Manuel Benítez "El Cordobés", Enrique Ponce y El Juli. Anteriormente hubo otra plaza en la localidad, datada de 1961.

### Otros lugares de interés
Paseo del Gallo

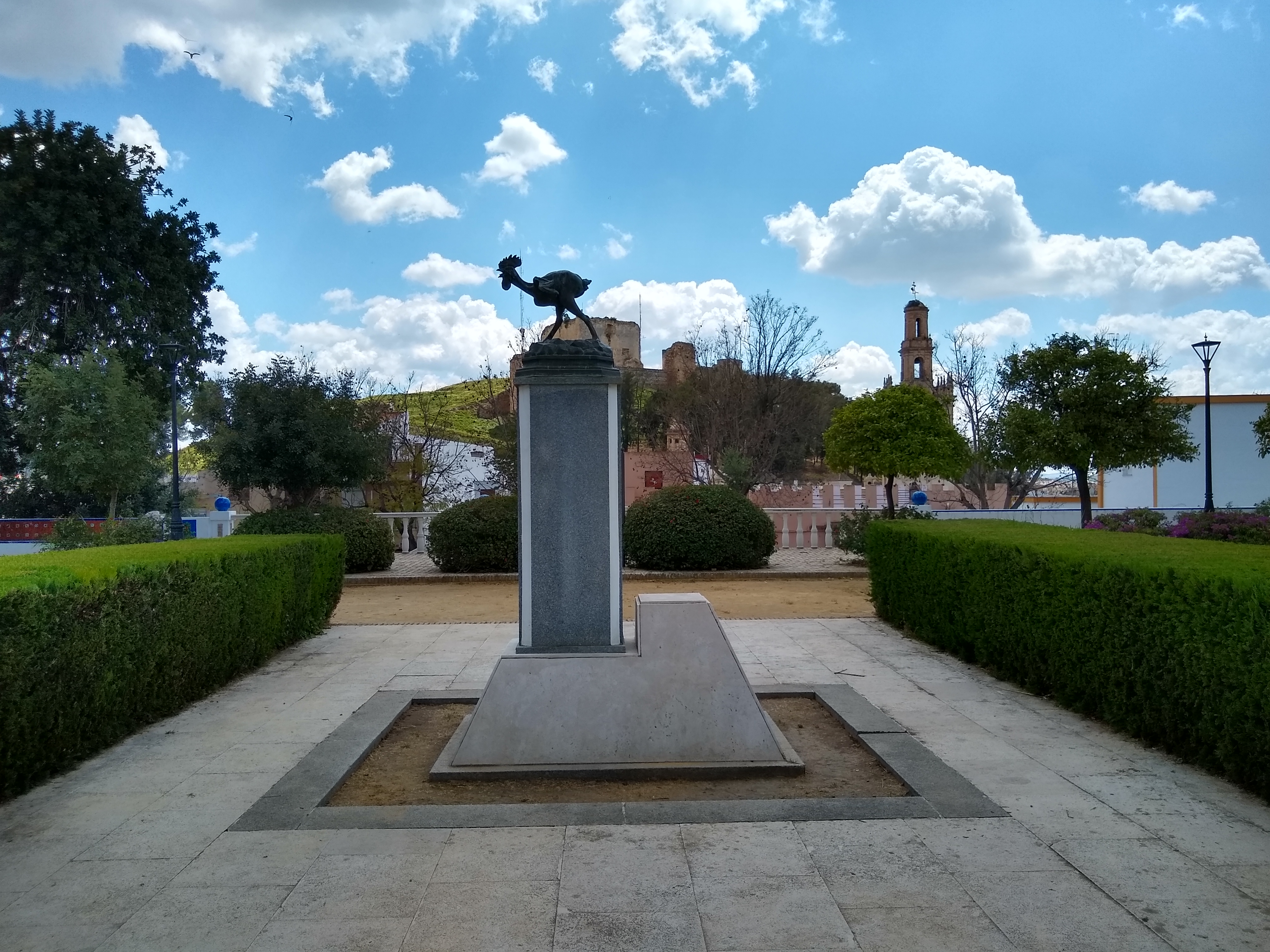
Estatua del Gallo de Morón en el paseo del Gallo

También denominada Peña del Gallo, el paseo fue construido a principios del siglo XX a instancias de Jerónimo Villalón-Daóiz y Pérez de Vera, quien encargó al escultor sevillano José Márquez la realización de la escultura del gallo para situarla en este lugar que, desde 1916, recuerda a sus visitantes el dicho «como el gallo de Morón, sin pluma y cacareando». La escultura está hecha de bronce y pesa 98 kilogramos.
Fuente de La Plata
Se trata de una fuente situada al suroeste de Morón, junto a la carretera de Montellano. Posee una estructura en forma de templete hexagonal y está cubierta por una cúpula. Originalmente se usaba como lavadero del mineral extraído de los montes cercanos, pero a partir de 1617 se utilizó como abrevadero, abasteciéndose la población de las aguas procedentes de su manantial. En la actualidad se encuentra seca y en estado de abandono.
Rotonda del Gallo

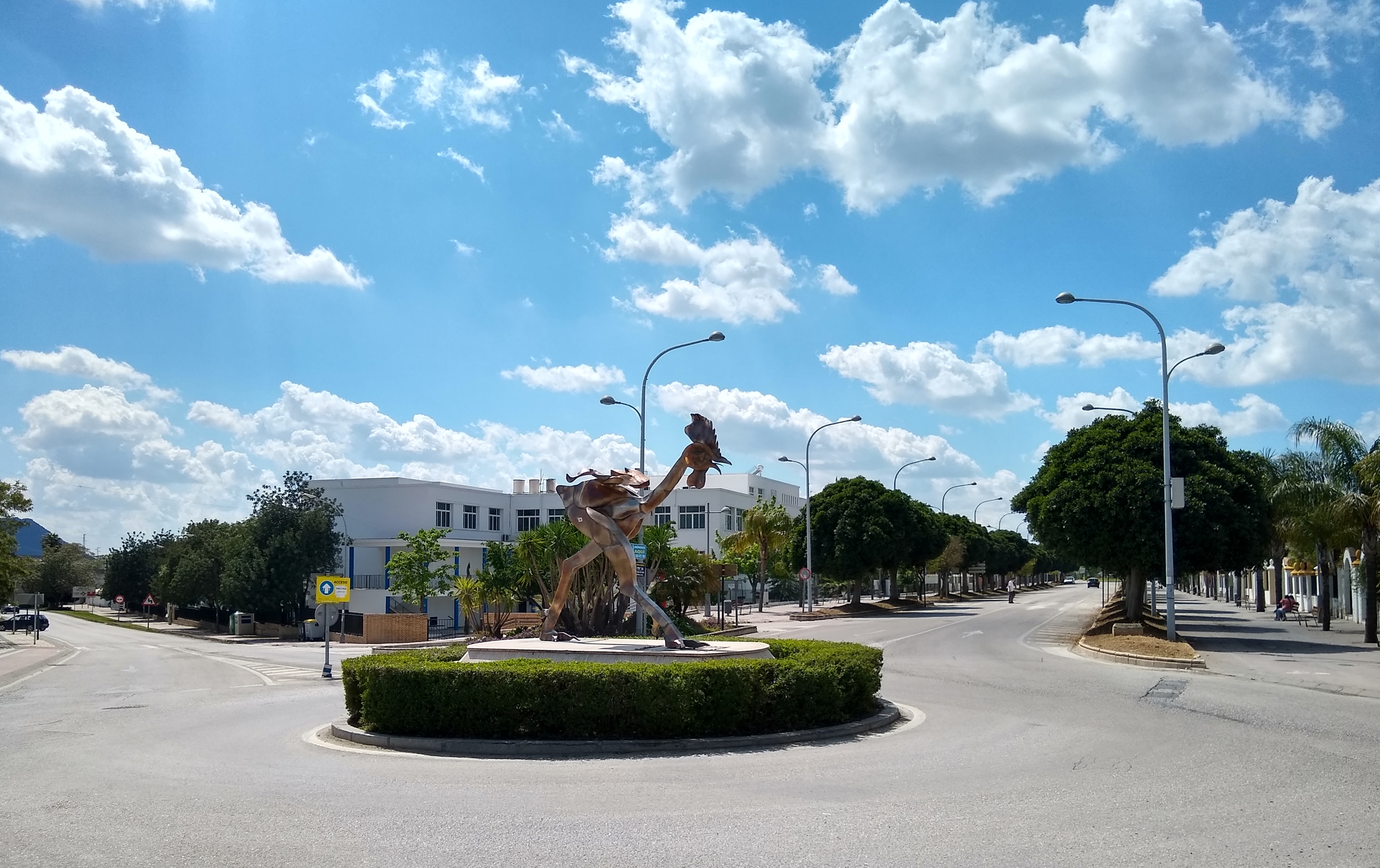
Estatua del Gallo de Morón en la intersección entre dos de las principales arterias circulatorias de la ciudad, el paseo de la Alameda y la ronda de la Trinidad

Aparte del gallo del paseo, existe en Morón otra escultura dedicada a ese dicho popular. Es una réplica de la escultura de 1916 y se encuentra en una rotonda situada entre el paseo de la Alameda y la ronda de la Trinidad. Pesa cerca de una tonelada y es de acero inoxidable, fue esculpida por Otilio Ruiz y colocada en junio de 1999.
El Patronato Municipal de Cultura coordina los distintos centros culturales del municipio. Se ofrecen actividades para todos los públicos, entre ellas cabe destacar los talleres, los cursillos de formación, las exposiciones de artistas, así como la utilización de salas para reuniones e información de eventos culturales. Dispone de varias instalaciones que incluyen bibliotecas y aulas temáticas distribuidas entre sus núcleos de población más importantes, además, también dispone de una escuela de danza y una de música.

### Festividades
Cabalgata de los Reyes Magos
La tarde del 5 de enero se lleva a cabo la cabalgata en la que los Reyes Magos recorren en carrozas diferentes vías de la localidad. La cabalgata de Morón es una de las más famosas de la provincia de Sevilla. Un día antes, el 4 de enero, se realiza la visita del Heraldo Real, organizada por jóvenes pertenecientes a la Hermandad del Cautivo. El Heraldo visita la ciudad para recoger las cartas de los niños destinadas a los Magos de Oriente que todavía no han sido enviadas, además de recibir del alcalde las llaves de la ciudad.
Carnaval
El carnaval de Morón de la Frontera se celebra durante el mes de febrero, las carrozas atraviesan varias barriadas de la localidad. En los últimos años ha aumentado el número de participantes así como el de visitantes, muchos de los cuales visten disfraces. Además del tradicional pasacalles se organizan exposiciones y actividades de índole cultural relacionadas con la festividad durante los días previos. En varias zonas actúan diversas murgas, chirigotas y comparsas.
Semana Santa
La Semana Santa de Morón está declarada Fiesta de Interés Turístico Nacional, no tiene una fecha fija puesto que varía en función del primer ciclo lunar de la primavera. Entre la tarde del Viernes de Dolores y la noche del Sábado Santo salen en procesión todas las hermandades y cofradías del municipio, que realizan estación de penitencia a la iglesia de San Miguel. Las primeras hermandades fueron fundadas entre los siglos XVI y XVII, aunque la mayoría de las existentes en 2019 surgieron durante el siglo XX.
Corpus Christi
La celebración del Corpus Christi o del Sagrado Sacramento se produce durante el mes de junio, nueve semanas después del Domingo de Resurrección. Se trata de una de las festividades más antiguas de Morón, en la que la imagen del Cristo Sacramentado sale en procesión por las calles de la localidad.
Festival de Flamenco Gazpacho andaluz
Se trata de uno de los festivales de flamenco más antiguos de la provincia de Sevilla. Sus orígenes se remontan a mayo de 1963, cuando varios aficionados moronenses que volvían de la edición de aquel año del Potaje Gitano de Utrera tuvieron la idea de organizar un certamen similar en Morón de la Frontera. El I Festival de Flamenco Gazpacho Andaluz tuvo lugar el 31 de agosto de ese mismo año en la sede del Círculo Mercantil con la participación de Antonio Mairena, Juan Talega, Fernanda y Bernarda de Utrera, El Lebrijano, Manolito de María o Diego del Gastor entre otros. El festival se ha celebrado ininterrumpidamente desde entonces y año tras año atrae público no solo local, sino también nacional e internacional.
Feria de Morón
El origen de la Feria de Morón se halla en el siglo XIII, cuando el rey Alfonso X autorizó la celebración de una feria comercial en la vida. A partir del siglo XVI será una importante feria de ganado, precursora de la fiesta actual, pero no será hasta el año 1863 cuando se comience a celebrar en el emplazamiento que a día de hoy todavía perdura, el paseo de la Alameda. Con los años se ha convertido en el acontecimiento festivo de mayor relevancia del año, con la visita de moroneros y gente de otras localidades. Tiene una duración de cuatro días y se celebra la tercera semana de septiembre, esos días la Alameda presenta
una decoración especial, donde destacan el alumbrado y las casetas de las diferentes peñas y asociaciones.
Romería de Nuestra Señora de Gracia
Tradicionalmente se había celebrado en Morón una romería hasta la ermita de la Virgen de Gracia, junto al río Guadaíra, la cual dejó de llevarse a cabo durante décadas. Sin embargo, en 1987 se recuperó dicha tradición, con gran afluencia de participantes. Desde entonces, cada mes de octubre, los peregrinos caminan desde la iglesia de la Victoria, donde se encuentra la imagen de la virgen desde el inicio del verano, hasta la ermita construida a mediados del siglo XX en las faldas de la sierra de Montegil.
Festividad de la Inmaculada Concepción
La Virgen de la Inmaculada Concepción es patrona de Morón de la Frontera desde 1854, tal y como queda registrado en un documento del Archivo Histórico Municipal. Durante la festividad, el 8 de diciembre, se llevan a cabo distintos actos religiosos como una solemne función y una procesión. Los días previos, se celebra una novena que se inicia el 30 de noviembre.

### Tradiciones
Parte de las costumbres tradicionales de los habitantes de Morón tienen su raíz en la forma de ganarse la vida. La recogida de la aceituna y la cal fueron las actividades más comunes hasta el siglo XX. Las niñas solían trabajar junto a sus madres y otras mujeres cuando cumplían los diez años. Partían a pie desde sus casas al amanecer y volvían al anochecer, acompañando a los carros que transportaban el producto. Acudían escoltadas por el capataz que, a lomos de su caballo, vigilaba los campos en donde trabajaban a lo largo de toda la jornada.
Entre las miserias que sufrían y la severidad del capataz, el cual las obligaba a volver al olivero por una sola oliva que se había quedado olvidada o tener que dirigirse a pie hacia los olivares a pesar de ir los carros vacíos, nacieron las Canciones de la recogida de aceituna.

#### La vida doméstica
Los cortijos que se encuentran a lo largo del municipio representan el símbolo de un sistema social y económico característico del antiguo régimen. Debido a la rudeza de sus tierras, la actividad agrícola era bastante básica, olivos, girasoles, algodón y cereales. La ganadería consistía mayoritariamente en cerdos y cabras. Añadido a la extracción de la cal, conformaba la principal fuente de riqueza del municipio.
Hasta mediados del siglo XX las viviendas no dispusieron de servicios higiénicos mínimos. Los cortijos se encontraban la mayoría de las veces situadas en el mismo inmueble que la del campesino, aunque sus límites estaban bien definidos. Los señores contaban con un rudimentario retrete que solía desembocar en las higueras chumbas que se encontraban junto al campo de las viviendas. El servicio solo podía ser utilizado por los propietarios cuando en sus días de visita lo precisaban, pero no por los campesinos, excepto en contadas ocasiones con la autorización de los señores al encontrarse enfermos. Las necesidades de los siervos se llevaban a cabo en el campo en verano, invierno, día o noche.
El autoabastecimiento marcaba la vida doméstica con los productos obtenidos del propio huerto como: verduras, hortalizas, carne de las aves del corral y leche de ovejas o de cabras. Los menús habituales consistían en platos elaborados con las materias primas más asequibles, como el gazpacho, el puchero andaluz, la pringá y otros platos de la denominada «comida pobre» en la que verduras y cereales eran sus principales ingredientes.
Cada familia solía fabricarse su propio jabón con las cenizas que obtenían quemando cáscaras de almendra, con la cual elaboraban lejía virgen. Sus habitantes se desplazaban a Sevilla y a los pueblos vecinos mediante carros y posteriormente con el ferrocarril o un autobús al que llamaban la empresa.

#### Elaboración de la cal

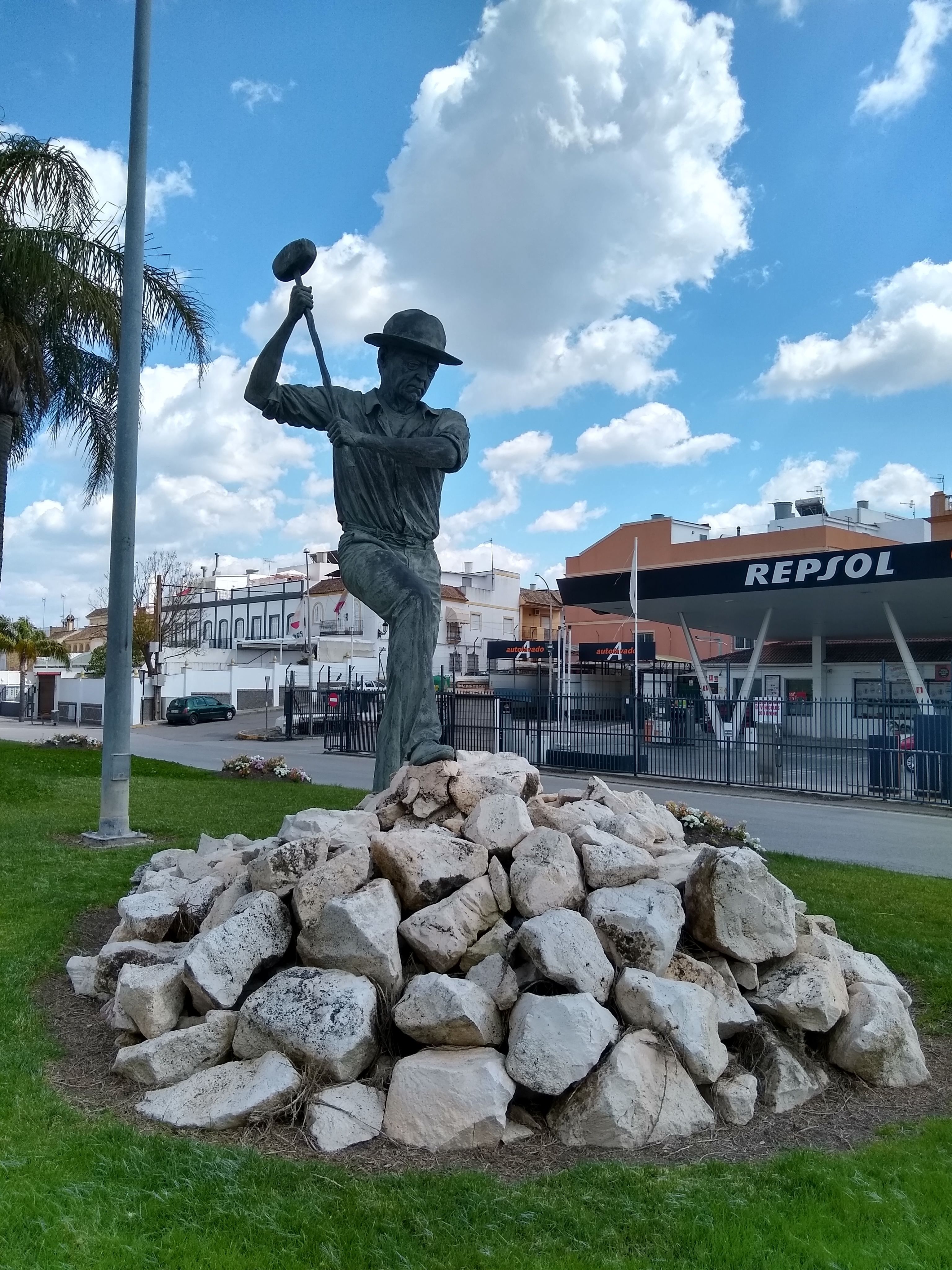
Monumento a los Caleros de Morón

La elaboración de óxido de calcio y su uso en Morón es una tradición con más de 2000 años de antigüedad. Miles de toneladas producidas en el municipio durante siglos cubren los muros de la localidad y de poblaciones de Andalucía, entre las que destacan las pertenecientes a la ruta de los pueblos blancos. No son solo estéticas sus funciones, al cubrir las edificaciones con este compuesto se buscaba proteger su interior de las altas temperaturas. También se usaba en la construcción como componente de la argamasa — mezcla de cal, arena y agua —, un tipo de mortero.
En el siglo XIX, como consecuencia de la mejora de las comunicaciones, la industria de la cal moronense vivió un gran auge, llegando a ser conocida a nivel regional. Se convirtió en la actividad más común entre los habitantes de Morón, tanto que eran dos los núcleos que se dedicaban en exclusiva a este oficio, las Caleras del Prado y las Caleras de la Sierra, donde muchos de sus habitantes portan el apellido Calero. En 2012 la cal de los hornos moronenses se destina al encalado de fachadas, aunque también se utiliza como mortero. El hidróxido cálcico obtenido industrialmente se destina a la química, a la minería y a la fundición de metales.
En junio de 2011, el Consejo de Patrimonio Histórico, compuesto por los responsables de cultura del Gobierno de España y de los respectivos gobiernos autonómicos, presentó la candidatura de la cal de Morón al Comité de Patrimonio Inmaterial de la UNESCO. Dicho comité la declaró Patrimonio Inmaterial de la Humanidad (en el Registro de buenas prácticas de salvaguardia del Patrimonio Cultural Inmaterial de la Humanidad) durante sesión celebrada el 25 de noviembre de 2011 en Bali, Indonesia.

#### Mitología
La población de principios del siglo XX estaba convencida de que los espíritus de los que habían emigrado a Cuba y a otras partes de América, a los que jamás volvieron a ver, retornaban a sus hogares natales, y amenazadoramente vigilaban para saber lo que en ellos sucedía; incluso se creía que también se vengaban por los cambios que los nuevos habitantes habían hecho en las viviendas durante su ausencia. Los escasos habitantes de sus aldeas prestaban mucha atención a cualquier ruido o paso extraño por las proximidades de sus huertos, tanto por su pobreza, como por el temor a entidades malignas o fantasmas. Estas tradiciones socavaron con mayor huella en los niños a quienes sus padres, siguiendo la tradición, les transmitían historias sobre seres malvados como parte de su educación.

#### El gallo de Morón

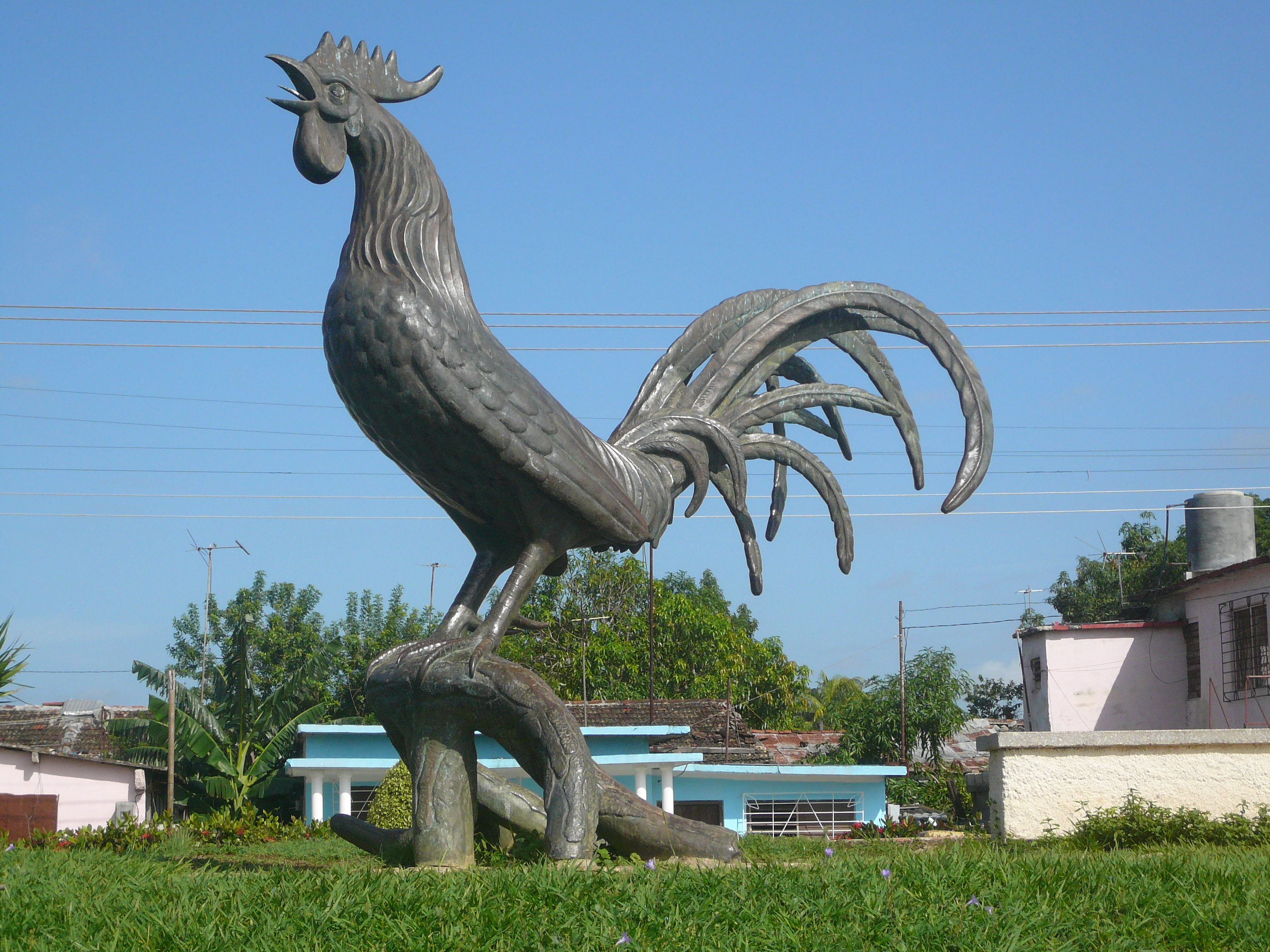
Estatua del Gallo en Morón, Cuba

Desde finales del siglo XIX se ha venido transmitiendo la leyenda del gallo de Morón, situada en el siglo XVI. Cuenta que llegó al pueblo un recaudador de impuestos granadino que no contaba con el agrado de los moroneros, no solo por su oficio, sino por su soberbia, por lo que fue apodado como «el gallo de Morón». Los locales, cansados de su fanfarronería, se pusieron de acuerdo y después de propinarle una paliza, lo desnudaron y lo expulsaron de la villa. Existe otra versión de la leyenda similar en la que no es un recaudador, sino un juez enviado por la Cancillería de Granada que al dictar sentencia siempre repetía «donde canta este gallo no canta otro». La leyenda procede de un dicho más antiguo, muy popular en toda España e Hispanoamérica, ya documentado a principios del siglo XVIII en canciones y obras de teatro:

«Como el gallo de Morón,
sin pluma y cacareando».

Esta frase proverbial se refiere a quien ha perdido su dinero (pluma) y quejándose (cacareando) comparándolo con un gallo que cacarea desplumado. En el siglo XVII, a quien era desplumado se le comparaba con el gallo de Platón, que Diógenes El Cínico echó en la Academia de Atenas para burlarse de la definición de hombre como «animal de dos pies sin plumas» que había dado Platón. En la ciudad cubana de Morón hay una escultura de un gallo, que hace referencia a la leyenda de la localidad española.

### Bibliotecas
La red de bibliotecas municipales cuenta con dos centros, además del Archivo Histórico Municipal situado en el ayuntamiento. Dependen del consistorio, aunque algunas están cofinanciadas por la Junta de Andalucía. Las dos bibliotecas con las que cuenta Morón son la Biblioteca Central Cristóbal Bermúdez Plata y la Biblioteca Sucursal El Rancho. La primera fue inaugurada el 18 de mayo de 1991, aunque llevaba prestando servicio desde 1969; consta de dos salas de lectura, una sala de estudio, una sala de informática y una biblioteca infantil. La segunda fue abierta al público el 8 de febrero de 2001 y se encuentra situada en una zona céntrica de la barriada homónima; consta de 3000 m² de sala de lectura y un recinto anexo destinado a exposiciones y actos culturales. Estas bibliotecas promueven el desarrollo literario tanto para jóvenes como adultos, como con su Certamen Literario Internacional Relatos en Cuarentena, donde el escritor Fausto Padilla Morales ganó el primer premio en su categoría.

### Museos
Morón de la Frontera cuenta con algunos museos y salas de exposiciones, entre los que destacan:
- Museo Cal de Morón: Situado en el núcleo de Las Caleras de la Sierra, ocupa una superficie de 3000 metros cuadrados, donde puede visitare una reconstrucción de una tradicional casa de calero y dos hornos del siglo XIX restauraurados.[149]
- Museo de la Ciudad: En construcción desde 2010. Estará situado en el edificio del Convento de Santa Clara y contendrá una exposición permanente sobre la historia de la localidad.[150]

### Cine y teatro
Desde antaño, tanto el cine como el teatro han tenido una gran tradición cultural entre la población moronera. En este sentido se puede destacar la existencia del antiguo cine Oriente, escenario de la proyección de importantes películas del panorama cinematográfico de la época, y que suponía la principal fuente de ocio de los jóvenes, hasta que este fue cerrado en 1998. Sin embargo, fue reabierto en febrero de 2007 como teatro, tras ser restaurado con la colaboración de varias instituciones. Su gestión corre a cargo del Patronato Municipal de Cultura Fernando Villalón. El Teatro Oriente es un espacio escénico de diseño neoclásico, con torreón de tramoya y 354 localidades; 249 en patio, 102 en balcón y 3 espacios para minusválidos. Cuenta con servicio técnico de sonido e iluminación durante todo el año. Las distintas programaciones ofrecidas incluyen: conciertos de la banda municipal y la escuela de música, obras de teatro clasificadas para distintos públicos, tanto infantil, juvenil como adulto, en modalidad aficionado y profesional, danza y muestras de expresión artística destinadas a grupos escolares.

### Gastronomía

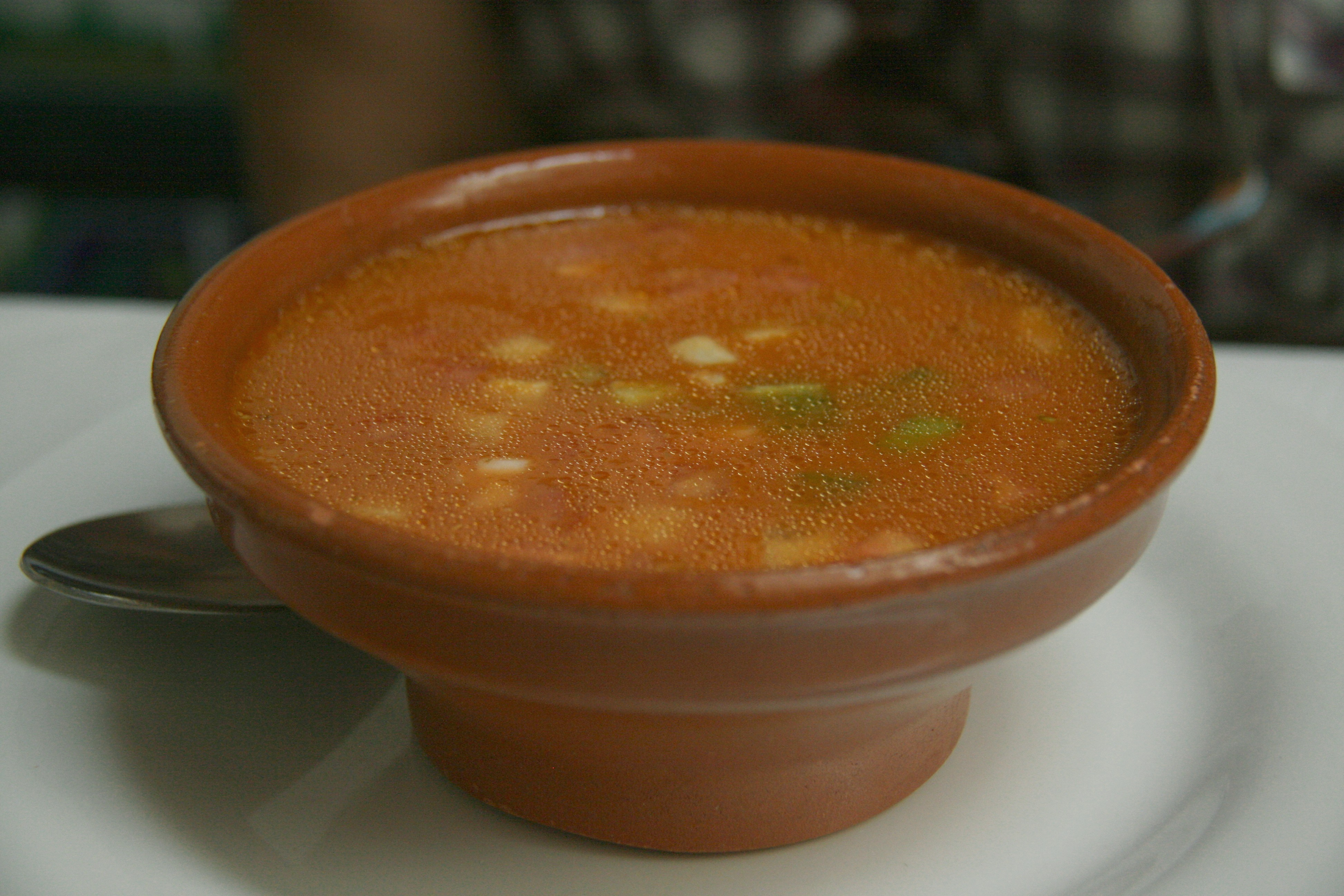
Gazpacho andaluz

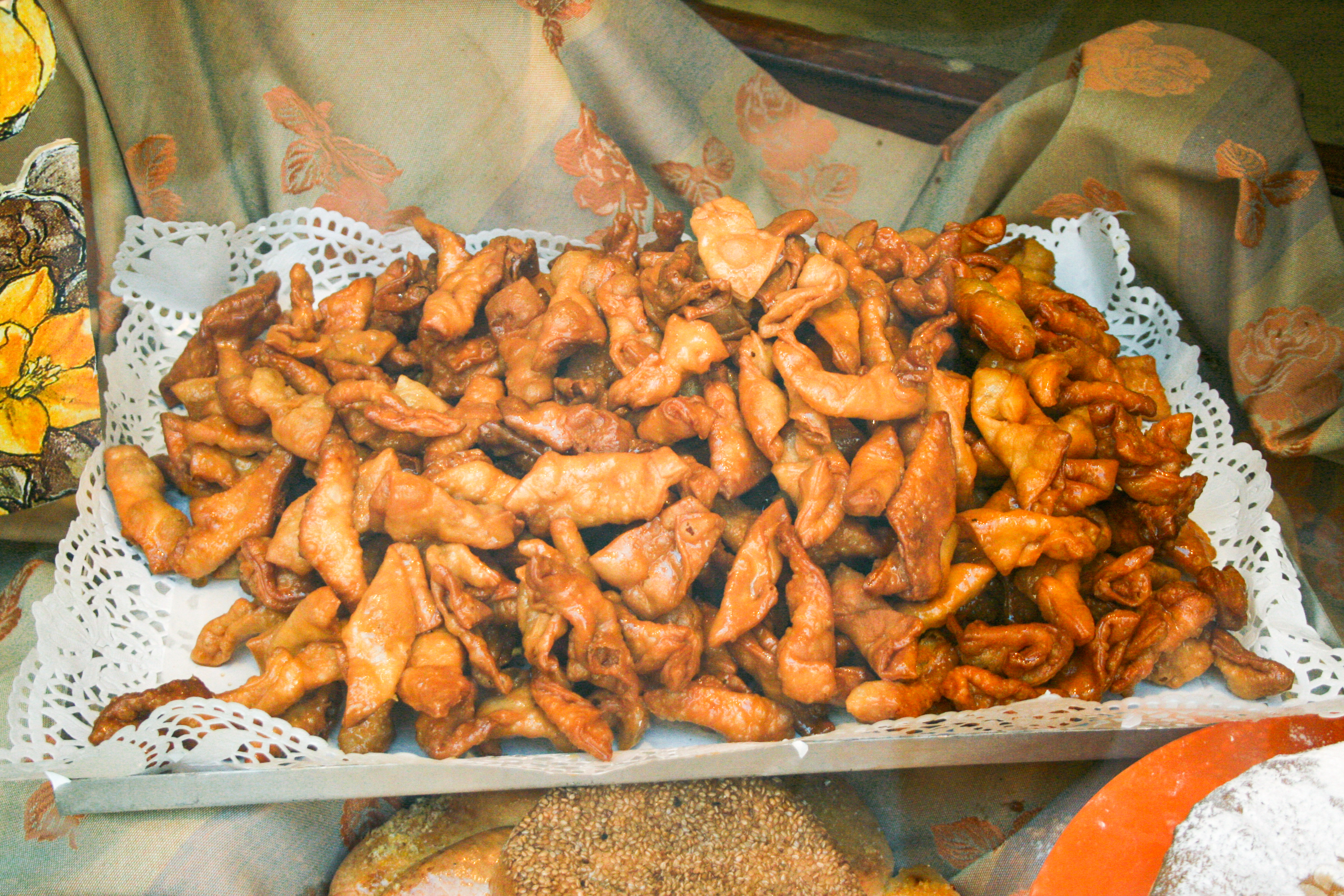
Los pestiños son un dulce muy preparado en épocas como la Navidad o la Semana Santa

#### Platos típicos
La gastronomía moronense es muy variada, y comprende muchos de los platos tradicionales de la cocina andaluza, como el gazpacho, la caldereta y los potajes. Las legumbres, los productos de la huerta, el arroz, las carnes y el aceite de oliva constituyen la base de la cocina más representativa de La Campiña. Es frecuente encontrar guisos de carne entre sus platos típicos, como el característico guiso de cola de toro. Los encurtidos de aceituna de mesa son un aperitivo o entrante frecuente en sus bares o locales de restauración. La aceituna manzanilla es una variedad típica de la zona, y es muy apreciada por su tamaño y sabor, al igual que otras clases como la morona, la gordal, la hojiblanca o la verdial.
Los platos caseros más frecuentes son el potaje andaluz, el puchero y la comida con pringá. La comida es un cocido de garbanzos, habichuelas blancas o ambas legumbres, guisadas con carne, tocino, morcilla y chorizo. La pringá consiste en la carne, tocino y embutidos resultantes de la cocción del cocido o «comida». Se sirve aparte, y se come aplastando todo con trozos de pan y ayudándose de estos para llevarla a la boca. El término pringá también se usa para llamar a la carne y tocinos del puchero cuando se comen de esa forma.
El guiso de caracoles es un plato típico muy apreciado. Se preparan cocidos, con un condimento que mezcla varias especias. Su caldo verde oscuro, de sabor salado y picante, es una de sus principales características y normalmente se bebe después, directamente del vaso o taza donde se sirven los caracoles.

#### Dulces típicos
En lo que a repostería refiere, en Morón destacan los preparados por las monjas de las órdenes de Santa Clara y Santa María. Las clarisas ofrecen productos de repostería tales como la crema de batata, las frutitas, hechas con almendra, pera y melocotón, las angelinas, de cidro y almendra, las tartas de yema y las rosquillas. Las marianas preparan dulces similares, como el tocino de cielo, las tartas de huevo y limón, bizcochos y mostachones.
Durante las fiestas navideñas son típicos en Morón los polvorones, los mantecados, las bolitas de coco, los mazapanes y los alfajores. En Semana Santa no faltan en las cocinas moronenses dulces típicos como pestiños, empanadillas o torrijas.

### Habla moronense
En Morón de la Frontera, al igual que en gran parte de Andalucía, predomina el habla del andaluz, una variedad o dialecto del español cuyos matices orales son también usados en variada medida en Extremadura, Murcia, Canarias y América. Además, se pueden observar algunos rasgos característicos de la región y otros de nivel más local, pues el habla andaluza no es homogénea, y cada núcleo de población presenta algunas pequeñas diferencias fonéticas con los demás. Los matices diferenciales son manifestados exclusivamente en la expresión oral, ya que en la escritura no se presentan repercusiones, aunque sí hay influencias en el nivel léxico-semántico y en algunas construcciones morfosintácticas.
En Morón hay una serie de rasgos fonéticos comunes, relativamente aceptados por todas las clases sociales, que permiten distinguir mediante la expresión oral a los moronenses ante hablantes de otras lenguas o dialectos. Los principales rasgos fonéticos del andaluz utilizados en Morón son:

Mapa de Andalucía en el que se representan las zonas donde predomina el ceceo, el seseo o la distinción de los fonemas /s/ y /θ/

- Ceceo, predominante principalmente en el sur y el oeste de Andalucía. Está extendido por todas las clases sociales del pueblo, que lo aceptan como algo propio del habla moronera. Se diferencia del seseo, más habitual en otras regiones de Andalucía.
- Aspiración de la /s/ final de sílaba (implosiva), sustituyendo la /s/ por una aspiración suave o llegándola a suprimir. Habitualmente está acompañada de germinación o duplicación de la consonante que sigue a la s, mientras que es frecuente que no se aspire la /s/ final de una palabra si la palabra que sigue comienza con vocal.
- Yeísmo. No es exclusivo de Andalucía, sino que está extendido prácticamente por todo el dominio hispanohablante. Sin embargo, en municipios próximos como Montellano, Coripe u Olvera se sigue pronunciando mayoritariamente la ll, a diferencia de la inmensa mayoría de los españoles.
- Igualación de /l/ y /r/ implosivas (finales de sílabas). En final de palabra incluso se llegan a suprimir ambas consonantes. Este fenómeno es común también en muchos otros lugares de España.
- Aspiración suave de la /x/, propia de Andalucía Occidental.
- Pronunciación fricativa de la ch, llegando a sonar como la ch francesa, la sh inglesa o la sch alemana. A diferencia de los anteriores, este fenómeno es ampliamente rechazado en niveles cultos.
- Aspiración de la h procedente de f latina inicial. También es común en niveles culturales bajos.
- Pérdida de consonantes finales y de la /ð/ intervocálica e inicial. Es común en toda Andalucía, tanto en niveles cultos como coloquiales.
- Velarización de la b y de la h en las secuencias bue- y hue-. No es exclusivo del andaluz, y es considerado como coloquial e, incluso, vulgar.

En el nivel morfosintáctico, hay algunas variaciones respecto al español estándar que no alteran la comunicación, pero que se identifican también con el habla andaluza. Por ejemplo, como consecuencia de la supresión de la -s final de las formas verbales, se utilizan los pronombres personales de forma muy frecuente, a veces redundante. También es habitual el uso del pronombre ustedes en lugar de vosotros, incluso manteniendo la segunda persona del plural en la conjugación verbal. Asimismo, se da la sustitución de os por se, pero es considerado de nivel coloquial o, incluso, vulgar.
En el nivel léxico-semántico hay muchas palabras y expresiones propias, aunque muchas de ellas se van perdiendo porque eran propias de los ambientes rurales antiguos.

### Medios de comunicación
Además de la prensa escrita de Sevilla y Madrid y las cadenas de radio y televisión de ámbito nacional y autonómico, existen en Morón varios medios de comunicación locales.
- Televisión: Canal 4.
- Radio: Radio Morón (Cadena Ser, 87.9 FM), Radiolé Morón (100.0 FM), Los 40 Principales Sur (96.1 FM) y Radio El Gallo (102.8 FM).
- Prensa: La Voz de Morón, El Periódico de Morón y Agenda Atalaya.
- Internet: Versión digital de La Voz de Morón (lavozdemoron.es), Noticias Morón, Morón Información (moroninformacion.es) y la versión digital de Agenda Atalaya.

### Deporte
La actividad deportiva en la ciudad es regulada por el Patronato Municipal de Deportes (PMD), el cual ofrece una amplia gama de actividades físicas en los diversos centros deportivos de la ciudad, como gimnasia, aeróbicos, musculación, artes marciales, tenis o natación entre otras. Además, es el ente encargado de organizar eventos anuales como la media maratón Cal y Olivo entre Morón de la Frontera y Arahal, la Vuelta Pedestre a Morón, el campeonato local de fútbol sala o las pruebas de BTT de los circuitos de la Provincia de Sevilla y de Andalucía.

#### Entidades deportivas
Al margen de los deportes que se practican en las instalaciones municipales, la ciudad cuenta, entre otras, con las siguientes entidades deportivas:
- Agrupación Deportiva Frontón y Tenis Morón 85[159]
- Club Baloncesto Morón[160]
- Club Ciclista El Gallo[161]
- Club Deportivo Arunci de Atletismo[162]
- Club de Fútbol Santa María[163]
- Unión Deportiva Morón[164]
- Club Triatlón Morón[165]

Además de las entidades dedicadas a actividades meramente deportivas, existen en Morón de la Frontera varias peñas futbolísticas. Los equipos de la Primera División Española con al menos una peña en la localidad son el Real Betis Balompié y el Sevilla Fútbol Club.

#### Instalaciones
Morón de la Frontera cuenta con una red de centros deportivos dependientes del Patronato Municipal de Deportes, explotados algunos de ellos por empresas privadas en régimen de concesión administrativa. En estos centros se pueden practicar diferentes actividades deportivas y de ocio.
Complejo polideportivo Alameda
Se trata del principal centro deportivo de la localidad. Situado en la barriada homónima, cuenta con dos campos de fútbol, una pista de baloncesto, una pista de fútbol sala exterior, una pista de atletismo y un pabellón multiusos además de diferentes dependencias como vestuarios. En sus instalaciones se juegan los encuentros oficiales de las distintas entidades deportivas de la localidad, los partidos de fútbol de la Unión Deportiva Morón, el Club de Fútbol Santa María, la Escuela Municipal de fútbol y los Veteranos de Morón, los de baloncesto del Club Baloncesto Morón y la Escuela Municipal de baloncesto y los del Campeonato Local de fútbol sala. En los últimos años se han llevado a cabo algunas mejoras, como el abastecimiento energético mediante energía solar, el asfaltado del aparcamiento y la construcción de las primeras pistas de pádel, explotadas por el Club SMAC de Morón.
Polideportivo Blas Infante
El polideportivo Blas Infante fue inaugurado en marzo de 1991 y está situado entre las barriadas de El Rancho y El Pantano. Lleva el nombre de Blas Infante, notario y político, considerado oficialmente por el Congreso de los Diputados y el Parlamento de Andalucía como el «Padre de la Patria Andaluza», por ser el máximo ideólogo del andalucismo político en todas sus vertientes, regionalista, federalista y nacionalista. En él se juegan partidos de baloncesto y de fútbol sala además de ser sede de varias escuelas municipales como la de la tercera edad, cardiovascular, mantenimiento o escalada. Su apertura supuso una ligero descenso de la actividad en el Complejo Polideportivo Alameda, tradicional epicentro del deporte moronense.
Piscinas municipales
Las piscinas municipales de Morón de la Frontera fueron inauguradas en 1966. La instalación estaba compuesta por tres piscinas; una olímpica, de cincuenta metros de largo, otra mediana, de 25 m, y una tercera, más pequeña, divida en dos para el uso de niños. En ellas se llevan a cabo cursos de natación destinados a infantes, adultos y la tercera edad, el verano es la época del año en que se registra una mayor actividad. Tradicionalmente, la Escuela Municipal de Natación tenía que trasladarse a otras localidades para poder entrenar entre los meses de octubre y mayo, pero en 2008 se abrieron al público dos nuevas piscinas climatizadas, que pueden ser usadas por los habitantes del municipio en cualquier época del año. Estas dos piscinas miden 25 m de largo por 12,5 de ancho y 12,5 m por seis de ancho respectivamente.
Circuito de motocross Guadaíra
El circuito de motocross Guadaíra está situado en el término municipal de Morón, a varios kilómetros de distancia del núcleo principal. Durante los años 1980 fue escenario de pruebas nacionales e internacionales, como el Campeonato del mundo de Sidecarcross de 1987 o tres ediciones del Campeonato Mundial de Motocross (1988, 1989 y 1990), además de varias pruebas del Campeonato de España organizadas por el Real Moto Club Morón. Han pasado por el circuito pilotos como Jordi Tarrés o Toni Elías, entre muchísimos otros. El 3 de agosto de 1990 la Federación Internacional de Motociclismo decidió poner fin a las pruebas en Morón, dedido al mal estado en que se encontraba el circuito. No sería hasta el año 2009 cuando se recuperase el trazado y el Premio Internacional de Motocross Ciudad de Morón.

## Ciudades hermanadas
- Abanilla, España[167]
- Dos Torres, España[168]
- Morón, Cuba[169]
- La Romana, República Dominicana[170]
- Strabane, Reino Unido[171]